# Saint-Rambert-en-Bugey
Pour les articles homonymes, voir Saint-Rambert.
Saint-Rambert-en-Bugey est une commune française située dans le département de l'Ain en région Auvergne-Rhône-Alpes.

## Géographie

### Localisation
Saint-Rambert-en-Bugey est située dans le Jura méridional, dans les montagnes du Bugey, au débouché de la vallée de l'Albarine, à 310 m d'altitude.

### Communes limitrophes
| Ambronay          | l'Abergement-de-Varey, Nivollet-Montgriffon | Oncieu  |
| Ambérieu-en-Bugey | Saint-Rambert-en-Bugey                      | Argis   |
| Torcieu           | Cleyzieu, Conand                            | Arandas |

### Climat
Pour des articles plus généraux, voir Climat d'Auvergne-Rhône-Alpes et Climat de l'Ain.
En 2010, le climat de la commune est de type climat océanique altéré, selon une étude du CNRS s'appuyant sur une série de données couvrant la période 1971-2000. En 2020, Météo-France publie une typologie des climats de la France métropolitaine dans laquelle la commune est exposée à un climat de montagne ou de marges de montagne et est dans la région climatique Jura, caractérisée par une forte pluviométrie en toutes saisons (1 000 à 1 500 mm/an), des hivers rigoureux et un ensoleillement médiocre.
Pour la période 1971-2000, la température annuelle moyenne est de 11,2 °C, avec une amplitude thermique annuelle de 17,9 °C. Le cumul annuel moyen de précipitations est de 1 385 mm, avec 11,7 jours de précipitations en janvier et 7,8 jours en juillet. Pour la période 1991-2020, la température moyenne annuelle observée sur la station météorologique installée sur la commune est de 11,4 °C et le cumul annuel moyen de précipitations est de 1 512,4 mm,. Pour l'avenir, les paramètres climatiques de la commune estimés pour 2050 selon différents scénarios d'émission de gaz à effet de serre sont consultables sur un site dédié publié par Météo-France en novembre 2022.
| Mois                                  | jan.             | fév.            | mars           | avril         | mai           | juin          | jui.          | août           | sep.         | oct.          | nov.           | déc.          | année     |
| ------------------------------------- | ---------------- | --------------- | -------------- | ------------- | ------------- | ------------- | ------------- | -------------- | ------------ | ------------- | -------------- | ------------- | --------- |
| Température minimale moyenne (°C)     | −0,7             | −0,7            | 1,6            | 4,6           | 8,4           | 11,5          | 13,2          | 12,9           | 9,8          | 7,1           | 2,9            | 0,2           | 5,9       |
| Température moyenne (°C)              | 2,6              | 3,8             | 7,5            | 11            | 14,9          | 18,4          | 20,4          | 20,1           | 16,1         | 12,1          | 6,7            | 3,2           | 11,4      |
| Température maximale moyenne (°C)     | 6                | 8,2             | 13,5           | 17,4          | 21,5          | 25,3          | 27,6          | 27,2           | 22,4         | 17,1          | 10,4           | 6,2           | 16,9      |
| Record de froid (°C) date du record   | −14,5 05.01.1995 | −17 05.02.12    | −15,5 01.03.05 | −5 08.04.03   | −1,2 17.05.12 | 1,3 02.06.06  | 4 13.07.1993  | 3,6 31.08.1995 | 0 30.09.1995 | −6 31.10.1997 | −10 23.11.1998 | −16 30.12.05  | −17 2012  |
| Record de chaleur (°C) date du record | 16,2 08.01.11    | 19,8 20.02.1998 | 24,3 30.03.17  | 29,3 22.04.18 | 33,2 24.05.09 | 37,5 22.06.03 | 39,3 31.07.20 | 39,6 13.08.03  | 33 16.09.20  | 27,5 07.10.09 | 23,5 02.11.20  | 17,7 07.12.00 | 39,6 2003 |
| Précipitations (mm)                   | 134              | 114             | 112,1          | 123           | 134,7         | 104,8         | 107,6         | 98,5           | 128,3        | 151,3         | 159,4          | 144,7         | 1 512,4   |

### Relief et géologie

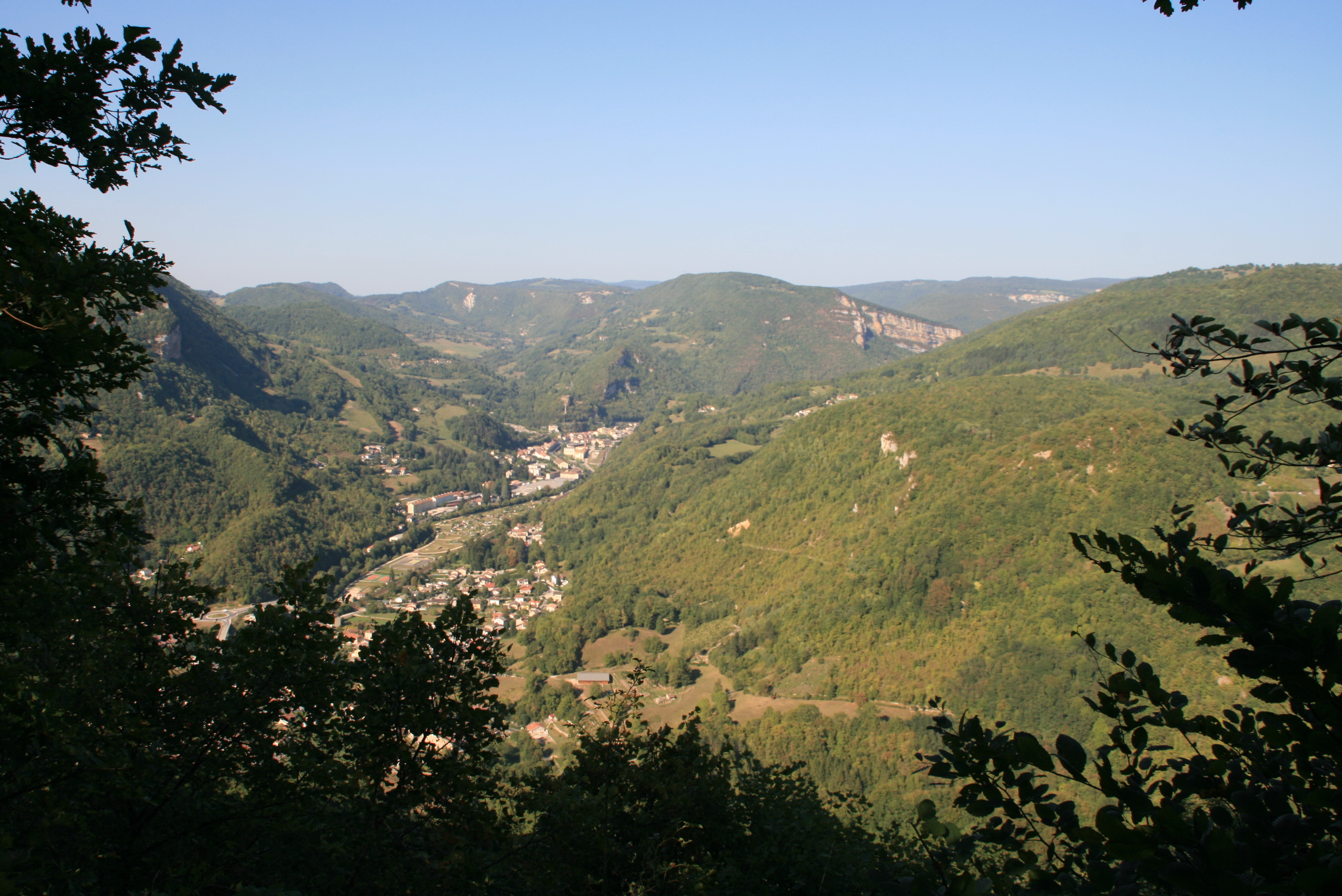
Saint-Rambert-en-Bugey vue des montagnes environnantes.

La partie de la cluse sinueuse où est bâtie la ville est dirigée du nord-est au sud-ouest.

### Hydrographie

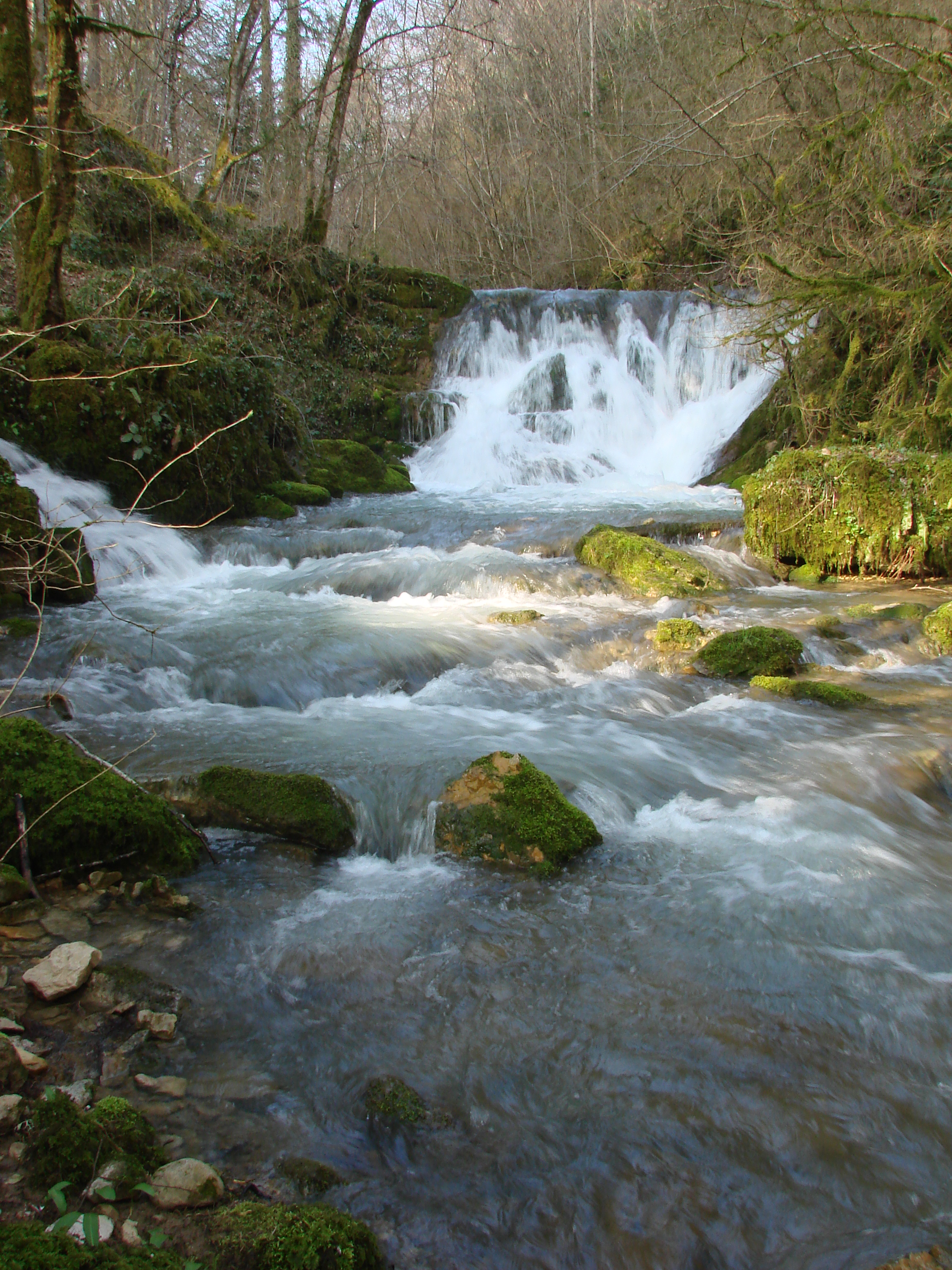
Le Brévon.

La ville est traversée dans sa longueur par la rivière Albarine très fréquentée par les pêcheurs à la mouche pour son peuplement en truites fario et en ombres communs.
Trois affluents rejoignent l'Albarine à Saint-Rambert-en-Bugey :
- la Mandorne, au niveau du lieu-dit le Moulin à Papier ;
- le Brevon, au niveau de l'église ;
- la Câline, à Serrières.

## Urbanisme

### Typologie
Au 1er janvier 2024, Saint-Rambert-en-Bugey est catégorisée bourg rural, selon la nouvelle grille communale de densité à sept niveaux définie par l'Insee en 2022.
Elle est située hors unité urbaine. Par ailleurs la commune fait partie de l'aire d'attraction d'Ambérieu-en-Bugey, dont elle est une commune de la couronne,. Cette aire, qui regroupe 15 communes, est catégorisée dans les aires de moins de 50 000 habitants,.

### Occupation des sols
L'occupation des sols de la commune, telle qu'elle ressort de la base de données européenne d’occupation biophysique des sols Corine Land Cover (CLC), est marquée par l'importance des forêts et milieux semi-naturels (69,8 % en 2018), une proportion sensiblement équivalente à celle de 1990 (70,3 %). La répartition détaillée en 2018 est la suivante :
forêts (65,2 %), prairies (22,4 %), milieux à végétation arbustive et/ou herbacée (4,6 %), zones urbanisées (3,5 %), zones agricoles hétérogènes (3,2 %), zones industrielles ou commerciales et réseaux de communication (1,1 %).
L'évolution de l’occupation des sols de la commune et de ses infrastructures peut être observée sur les différentes représentations cartographiques du territoire : la carte de Cassini (XVIIIe siècle), la carte d'état-major (1820-1866) et les cartes ou photos aériennes de l'IGN pour la période actuelle (1950 à aujourd'hui).

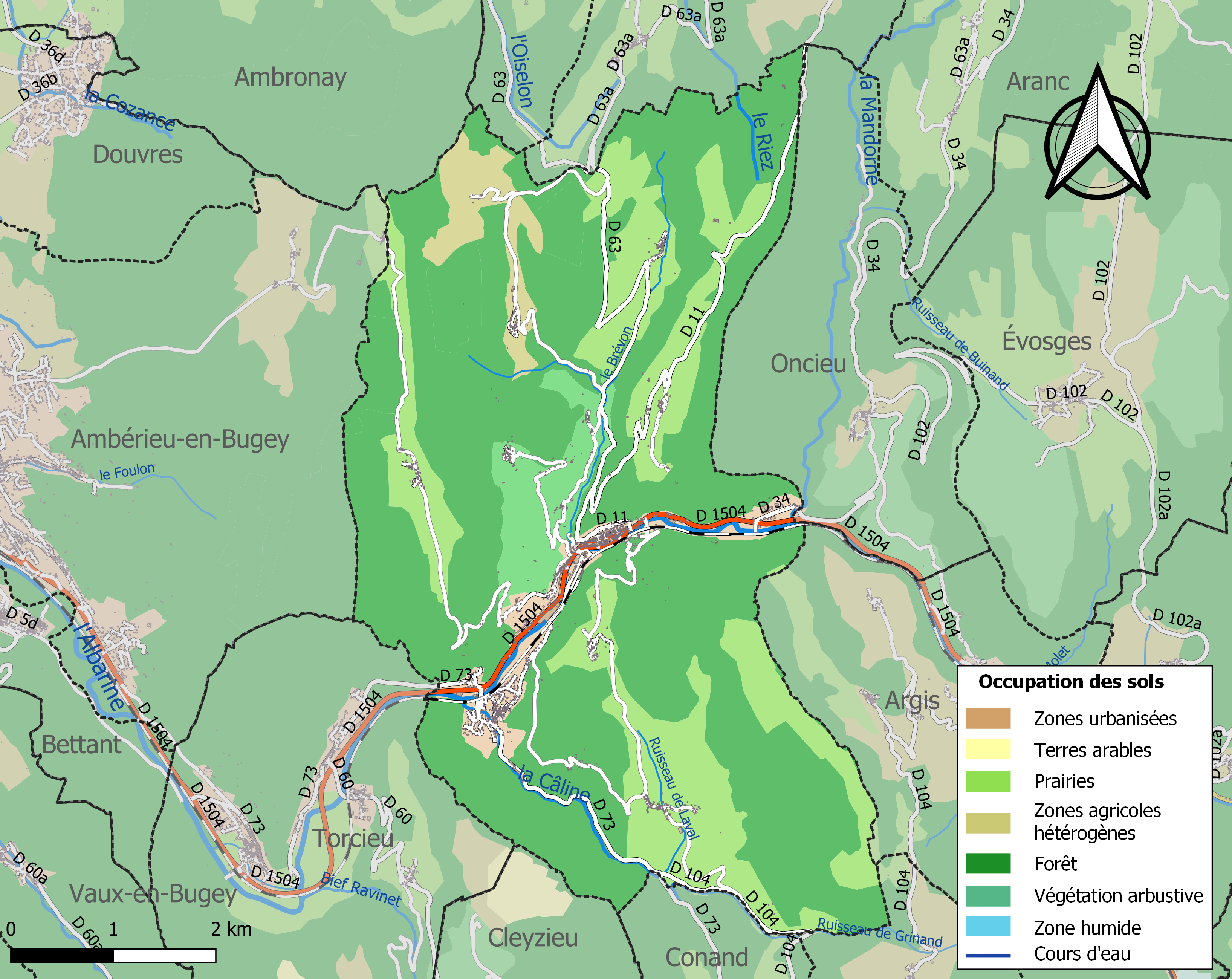
Carte des infrastructures et de l'occupation des sols de la commune en 2018 (CLC).
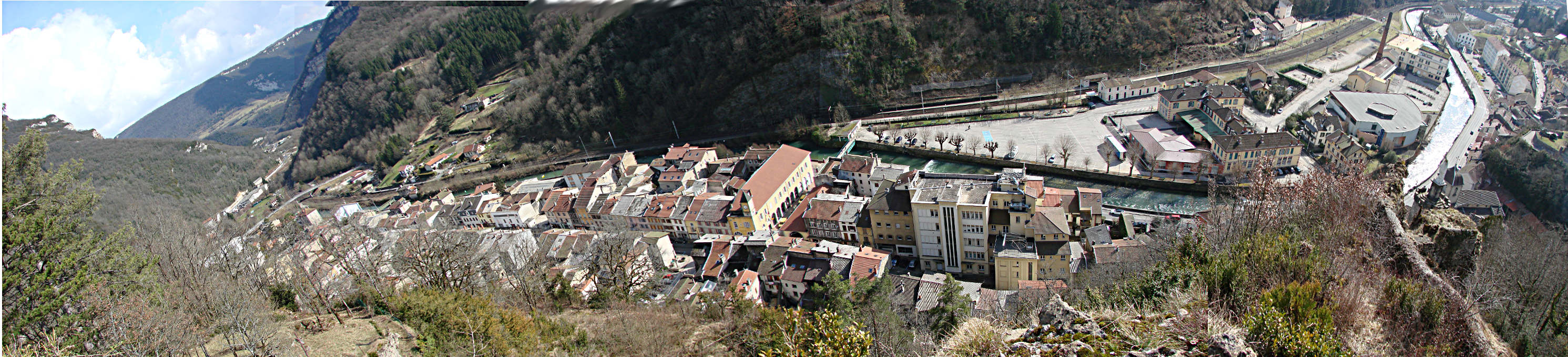
La ville de Saint-Rambert-en-Bugey vue du château de Cornillon.

### Voies de communication et transports

#### Route nationale
La ville est traversée par la route départementale D 1504, ancienne « route nationale 504 ».

#### Autres routes
- Route d'Angrières
- Route de Conand
- Route de Grattoux
- Route de l'Abbaye
- Route de Morgelaz

#### Voie ferrée

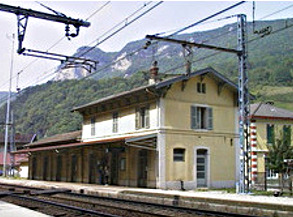
La gare de Saint-Rambert-en-Bugey.

La gare de Saint-Rambert-en-Bugey est située sur la Ligne de Lyon-Perrache à Genève (frontière). Elle est desservie par des trains TER Rhône-Alpes qui effectuent des missions entre la gare de Lyon-Perrache et celles de :
Saint-Gervais ; Évian ; Chambéry-Challes-les-Eaux ; Genève.
La station de Saint-Rambert a été mise en service en 1857 par la Compagnie du chemin de fer de Lyon à Genève.

#### Rues de Saint-Rambert-en-Bugey
Les autres voies de Saint-Rambert-en-Bugey sont :
- Le quai Charles-Béraudier
- Le quai Lamartine
- Le quai Lucien-Franc
- L'avenue de l'Europe
- L'avenue de la Gadinière
- L'Avenue de Savoie
- La rue Brillat-Savarin
- La rue Claude-Mermet
- La rue de l'Abbé-Joseph-Tournier
- La rue de l'Horloge
- La rue de la Grenette
- La rue de la Schappe
- La rue des Blanchères
- La rue des Maisons-Neuves
- La rue des Otages
- La rue du Capitaine-Juvanon
- La rue du Cuchon
- La rue du Docteur-Temporal
- La rue du Moulin
- La rue Eugenie-Lardin
- La rue Hippolyte-Leymarie
- La rue Louis-Fallavier
- La rue Montferme
- La rue Rose-Bichon
- La ruelle de la Fontaine
- La ruelle du Bastion
- L'allée du Four
- Le chemin Neuf
- Le chemin de l'Abbaye

### Les hameaux de la commune
- Grattoux, à 1 km au nord-nord-est de Saint-Rambert
- Buges, à 1 km au nord, dans la vallée du Brevon
- Vorages, à 1,5 km au nord-nord-est de Saint-Rambert
- Blanaz, à 2,5 km au sud de Saint-Rambert (alt. : 467 m)
- Lupieu, à 3 km au sud de Saint-Rambert, dans la vallée d'un affluent du Brevon, le Chazet
- Jarvonoz, à 1 km au sud de Saint-Rambert (alt. : 450 m)
- Morgelaz, au pied du Mont Luisandre
- Angrières, à 2,5 km à l'ouest-nord-ouest de Saint-Rambert (alt. : 641 m)
- Serrières, dans le prolongement de Saint-Rambert-en-Bugey, en aval

## Toponymie
Au cours des siècles, Saint-Rambert-en-Bugey s'est appelé
- Bebronne au Ve siècle

Hydronyme d'origine gauloise, reposant soit sur une forme gauloise °BEBRŌNNO, soit sur une forme gallo-romane °BEBRŌNE. Le radical BEBR- est celui du gaulois °BEBROS ou °BEBRUS « castor », adapté en bas-latin sous la forme BEBER. Le second élément de l'hydronyme est soit le gaulois ONNO « cours d’eau » (cas le plus probable), soit un suffixe de présence gallo-roman -ŌNE, d'où le sens global de « rivière aux castors », ou éventuellement « endroit où il y a des castors ».

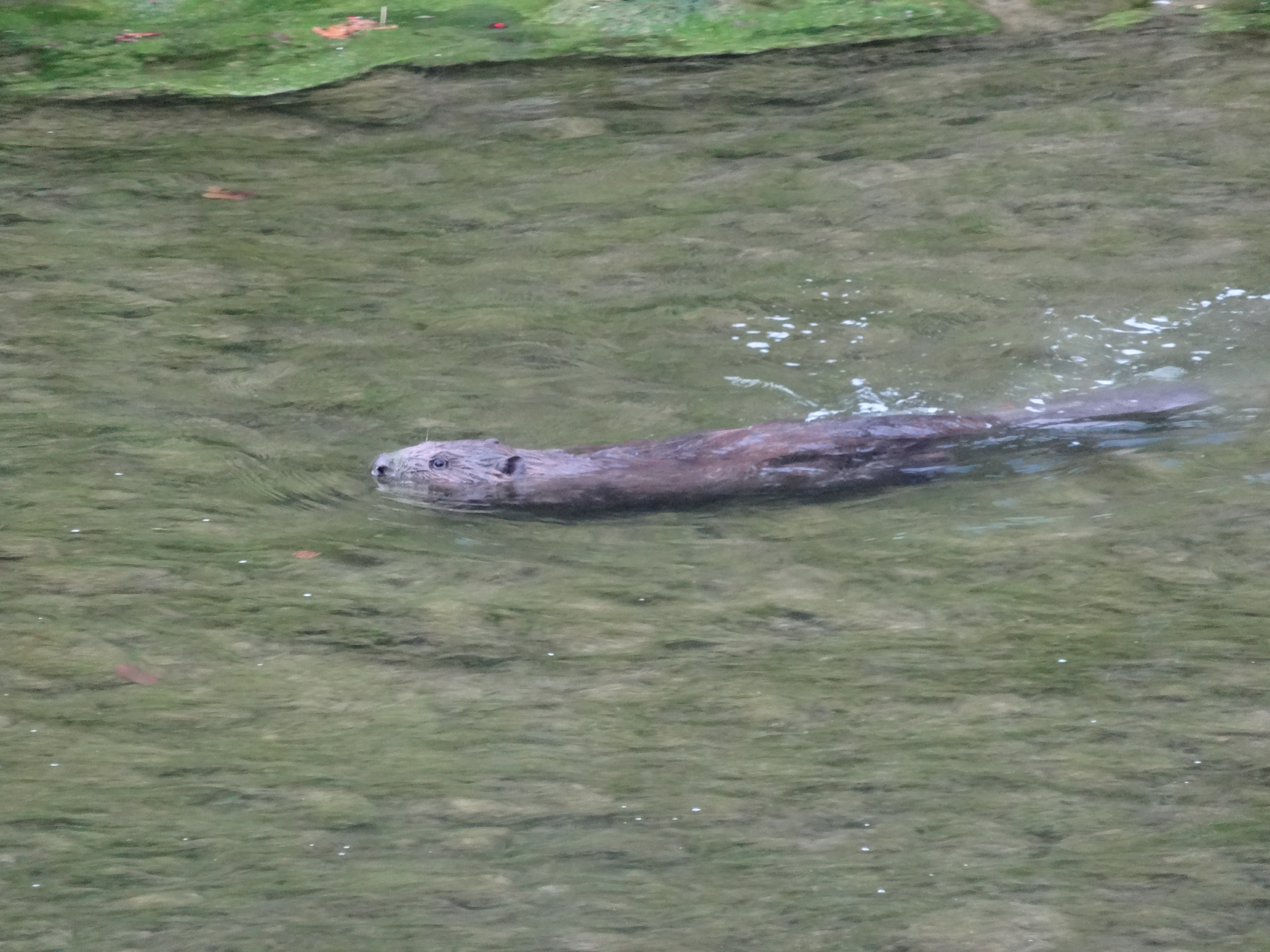
Un castor dans l'Albarine, le 13 décembre 2017.

- Bebronna et Bebronnensis locellus au VIIe siècle[14]

avec le latin locellus, diminutif de locus, « lieu »
- Bebronna au VIIIe siècle[14]
- Monasterium Sancti Ragneberti vers 807[14]

de Ragnebert qui y fut assassiné en 680.
- Sanctus Ranegbertus en 1137[14]
- Sancto Raniberto en 1206[14]
- Sanctum Rainebertum en 1213[14]
- Sanctus Rainegbertus Jurensis et Sanctus Rambertus en 1275[14]
- Sanctus Renebertus en 1280[14]
- Sanclus Regribertus Jurenfis en 1538[15]
- Sainct Rambert et Sainct Raingbert en 1563[14]
- Saint Rambert-de-Joux au XVIIIe siècle

du fait de la proximité des Monts Jura ou Mont Joux.
- Montferme sous la Révolution
- Saint-Rambert
- Saint-Rambert-en-Bugey, le 19 octobre 1956

La commune a aussi été surnommée :
- « la Venise du Bugey », au temps de son canal et de ses fontaines monumentales
- « la petite Sibérie », par les troupes allemandes, pendant la guerre de 1939-1945[16]

Les habitants emploient couramment l'abréviation « Saint-Ran »..

## Histoire

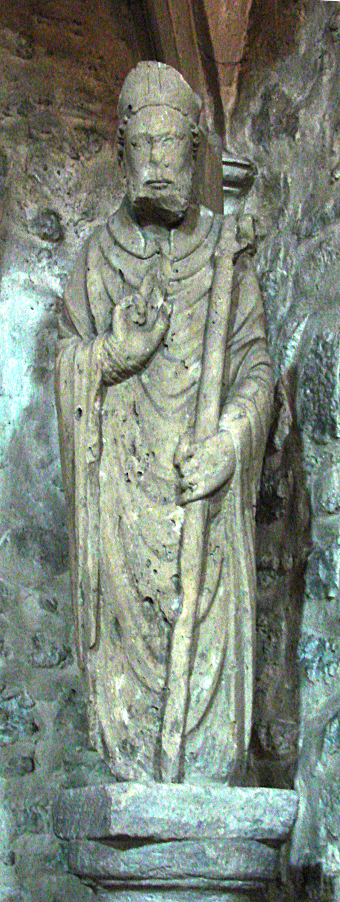
Saint Domitien.

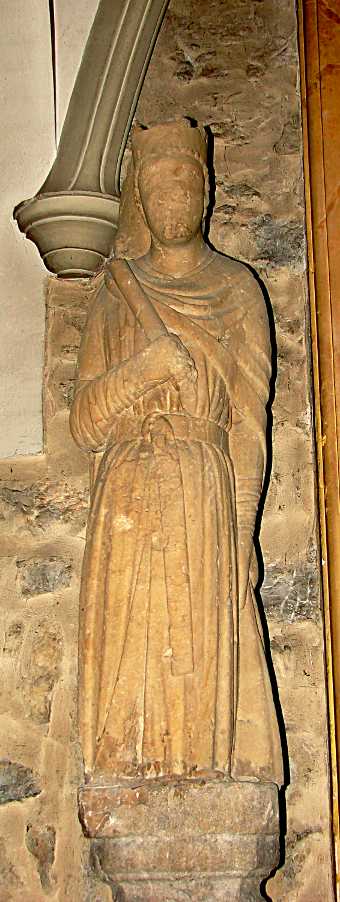
Saint Rambert.

### Antiquité
Charles Athanase Walckenaer donne le district de Saint-Rambert comme étant le territoire des Ambarres

### Origines légendaires de la ville
- Saint Domitien[18]

Selon la légende, les origines de la ville de Saint-Rambert remontent à saint Domitien, au Ve siècle. Domitien aurait fondé un monastère et un hospice sur les bords du Brevon, vers 440. Ce « désert », où se cachaient précédemment des « faux-monnayeurs », se nommait Bébronne.
- Saint Rambert[19]

Au VIIe siècle, Ragnebert, un noble et pieux chevalier franc (un "leude"), est victime d'obscures intrigues de pouvoir sous le règne du « roi fainéant » Thierry III. Exilé dans le Bugey par Ebroïn, le maire du palais, il est assassiné sur ses ordres le 13 juin 680, sur le chemin de l'abbaye. Une croix de pierre, placée à quelques pas du pont du Brevon, indique l'endroit où il aurait été mis à mort par deux « sicaires ».
D'après la légende, les prodiges se multiplièrent sur le tombeau de Ragnebert et le lieu devint rapidement un important lieu de pèlerinage. En peu de temps, il se forma sous la protection de l'abbaye un bourg qui prit le nom du martyr. Cette dévotion connaît au XIIe siècle une diffusion régionale en atteignant, par l’intermédiaire du monastère de l’Île Barbe (Saint-Rambert-l'Île-Barbe, Lyon), les comtés de Forez (Saint-Rambert-sur-Loire, Loire) et d’Albon (Saint-Rambert-d'Albon, Drôme).
Les reliques de Rambert et Domitien sont toujours conservées dans l'église paroissiale Saint-Antoine.

### Moyen Âge
L’Abbaye de Saint-Rambert se trouve au XIIe siècle à l'apogée de sa puissance. Indépendante de toute suprématie temporelle, elle ne relève que du pape pour la question canonique. Elle possède des domaines jusqu'en Savoie, et se trouve un des petits états les plus riches du Bugey. En 1191, une bulle du pape Célestin III, où l'on énumère les bénéfices de l'Abbaye, montre que son étendue était plus considérable que celle du canton actuel.
La construction du château de Cornillon, sur un éperon rocheux au-dessus de la ville, permet à l'Abbaye d'assurer seule son indépendance et sa sécurité.
En 1196, l'abbé Régnier cède à Thomas, comte de Savoie, le château de Cornillon en échange de sa protection.

#### La guerre contre le Dauphiné
Vers 1282, le conflit entre la maison de Savoie et celle du Dauphiné gagne le Bugey. Situé à la « frontière », Saint-Rambert reçoit en 1288 du comte de Savoie Amédée V des franchises et des privilèges semblables à ceux de la ville de Bourg. Le château de Cornillon, dernier bastion savoyard sur la route qui mène à Pont d’Ain, est une place importante dans cette guerre d'escarmouches, de sièges et d'expéditions punitives. Des chevauchées partent de Saint-Rambert pour aller ravager la plaine de l'Ain. Cette position stratégique va accroitre l'importance du bourg de Saint-Rambert qui s’entoure de remparts et devient une ville de garnison et de stockage du matériel militaire. Le 5 janvier 1355, le traité de Paris met fin au conflit en définissant des frontières officielles entre le Comté de Savoie et le Dauphiné.

#### Saint-Rambert en Savoie
Le bourg obtient rapidement franchises et privilèges. Il devient notamment la résidence obligée des juge-mages du Bugey et se développe considérablement.
Saint-Rambert reste savoyard jusqu'en 1601 et la signature du traité de Lyon.

### Ancien Régime

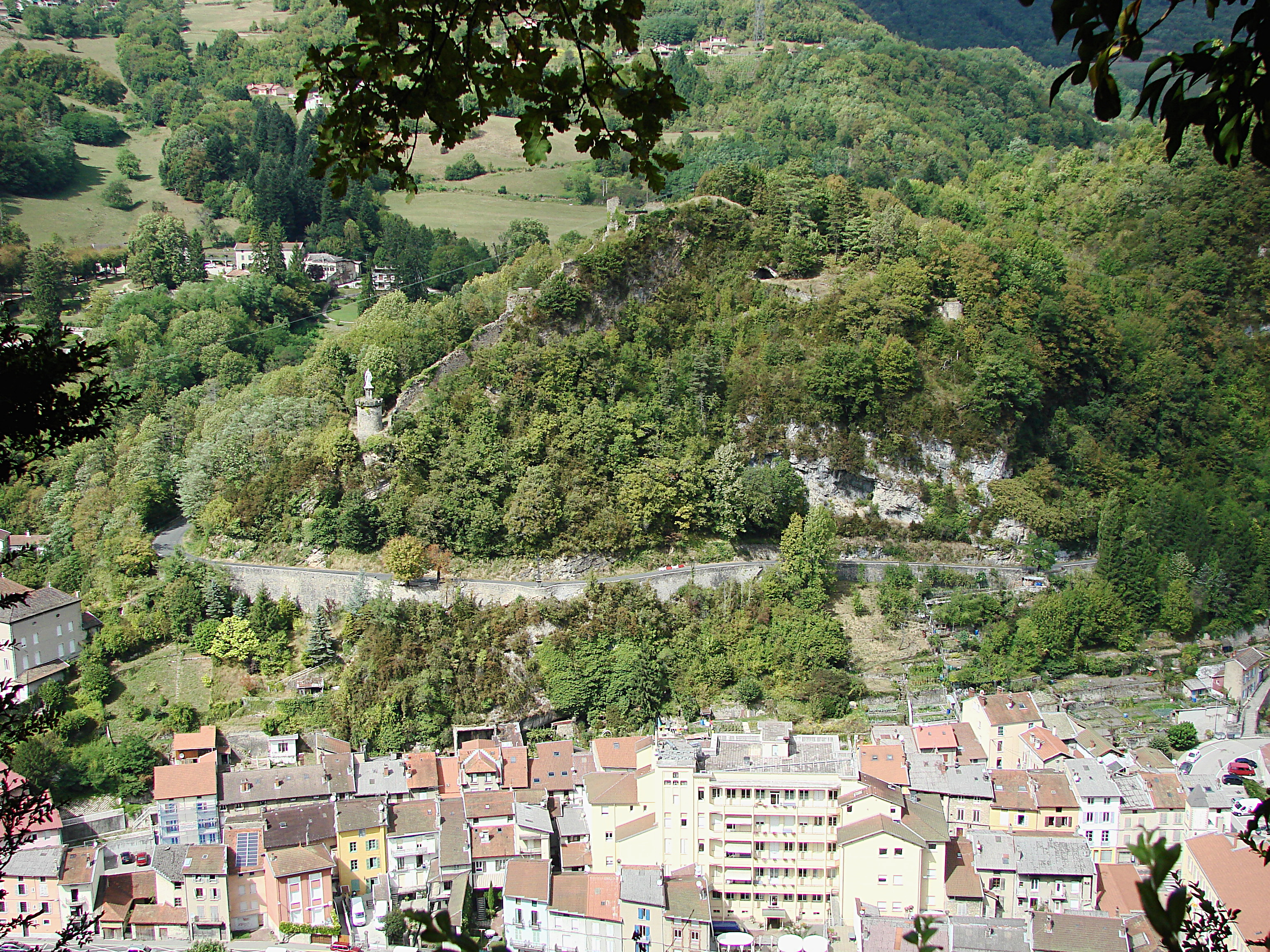
Ruines du château de Cornillon.

En 1601, le traité de Lyon rattache Saint-Rambert à la France. Le château de Cornillon est détruit en 1602 par le maréchal de Biron.
En 1607, le duc de Nemours Henri de Savoie obtient du roi Henri IV la réunion des justices s’exerçant sur ses marquisats de Saint-Sorlin et Saint-Rambert et ses baronnies de Chazey, Poncin et Cerdon ; la centralisation se fait à Saint-Rambert, ainsi sauvé de la désertification et de la ruine qui la menaçaient : en effet, la ville doit faire face à la concurrence de la route Lyon-Bellegarde passant par Nantua, plus courte que la route Lyon-Bellegarde passant par Saint-Rambert et Belley (de Bellegarde, on rejoint Genève). En 1607 également, un collège est fondé à Saint-Rambert par Claude Guichard.
L'industrie textile est la plus importante des industries de la ville, reconnue pour l'excellente qualité de sa production de toile de chanvre (nappe, serviette, etc.). Un bureau de visite et de marquage des toiles, créé en 1738, lutte contre les nombreuses malfaçons et contrefaçons.
Les habitants sont pour la plupart pauvres et la ville insalubre. Des épidémies déciment de temps à autre la population. Des tanneurs travaillent en ville (en 1767, il y a cinq tanneries à Saint-Rambert-en-Bugey), malgré les interdictions. Ces commerces locaux empuantissent les alentours. En 1697, la muraille "au devant de l'église" est emportée par une crue.
En 1748, la « porte d'en haut » est détruite pour agrandir le chemin royal de Lyon à Chambéry.
Le don gratuit, la mauvaise gestion des syndics et un mauvais procès contre les Chartreux de Portes, qui réclament que la justice de leur seigneurie de Saint-Sorlin soit rendue à Lagnieu, ruine la ville : en 1771, le parlement de Dijon ordonne que la justice du marquisat de Saint-Sorlin soit exercée à Lagnieu. Les magistrats de Saint-Rambert sont déboutés de leur recours en 1773 et la communauté condamnée à payer les frais du procès. Elle doit piocher dans les économies de l'hôpital pour faire face à cette dépense. Le siège de la justice à Saint-Rambert est disloqué.

### Révolution française
Sous la Terreur, la déchristianisation imposant le changement des noms de lieux à consonance chrétienne, Saint-Rambert est rebaptisé Montferme.
Un bataillon de volontaires du district de Saint-Rambert se forme lors de la levée en masse décrétée le 22 août 1793. Le bataillon de Montferme combat dans l'Armée des Alpes sous les ordres de Kellerman, puis de Dumas.

### XIXesiècle

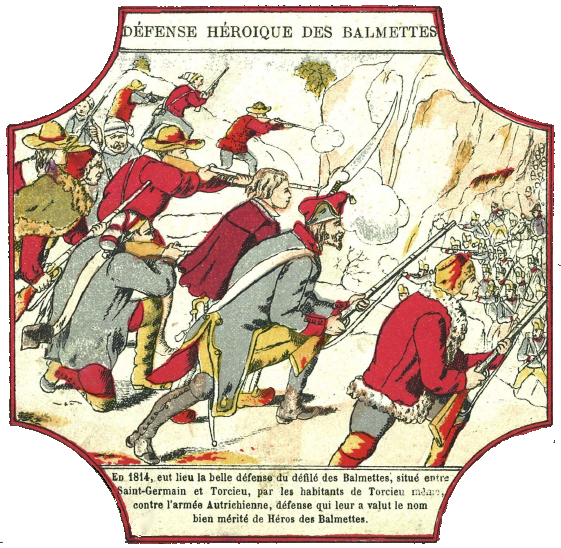
"La défense héroïque des Balmettes".

Alphonse de Lamartine nous a laissé cette description de Saint-Rambert au début du XIXe siècle :
« Peu à peu le défilé s'élargit,le ruisseau grossit, les maisons aussi pittoresques,mais plus nombreuses, se rapprochent sur les deux rives et forment le faubourg d'une petite ville appelée Saint-Rambert. Il n'y a point de rue; la rue, c'est l'Albarine couverte d'une multitude de ponts. Une petite auberge, dont les filets tapissent le mur, puise les écrevisses et les truites sous ses fenêtres et sous son escalier. On soupe et on couche là au bruit et à la fraîcheur du petit fleuve. Quelques usines y joignent le bruit du marteau, quelques moulins le tic-tac des roues. C'est un des lieux les plus pittoresques du monde. »
En mars 1814, lors de la campagne de France qui voit Napoléon Ier tenter d'arrêter l'invasion de la France, des paysans et des gardes nationaux de Tenay et de Saint-Rambert se joignent aux hommes du 23e régiment d'infanterie de ligne et tiennent tête à un détachement de 600 Autrichiens au lieu-dit les Balmettes, vers Torcieu

### XXesiècle

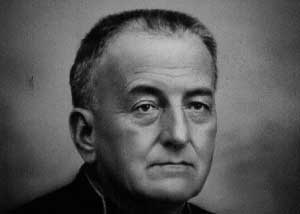
Joseph Tournier.

La révolution industrielle a profondément marqué la physionomie de la ville. L'histoire de Saint-Rambert au XXe siècle est totalement liée à celle de la filature de la Schappe.
En 1905, l'abbé Tournier, l'un des cofondateurs de la revue Le Bugey, crée à Saint-Rambert la première association de parents d'élèves.
En 1908, monsieur Bois, propriétaire, loue pour dix années sa papeterie de Caline pour 12 000 F. l'an (avec faculté de rachat de 300 000 f.) à la société Henri Thouvard et Delafon, d'Entre-deux-Guiers (Isère). Le matériel neuf acheté aux établissements Bouvier et Paul, de Grenoble, permet de pousser la production de 20 tonnes par mois à 120 tonnes par mois. monsieur Bois décède en juillet 1918. Le mois suivant, l'usine est fermée pour cause de guerre puis liquidée. André Navarre, célèbre industriel papetier (et ancien patron d'Henri Thouvard) achète le matériel de l'usine moyennant 420 000 f. Il cède les lieux en 1923 à Voisin & Pascal, sans la machine à papier.

#### Seconde Guerre mondiale[16]

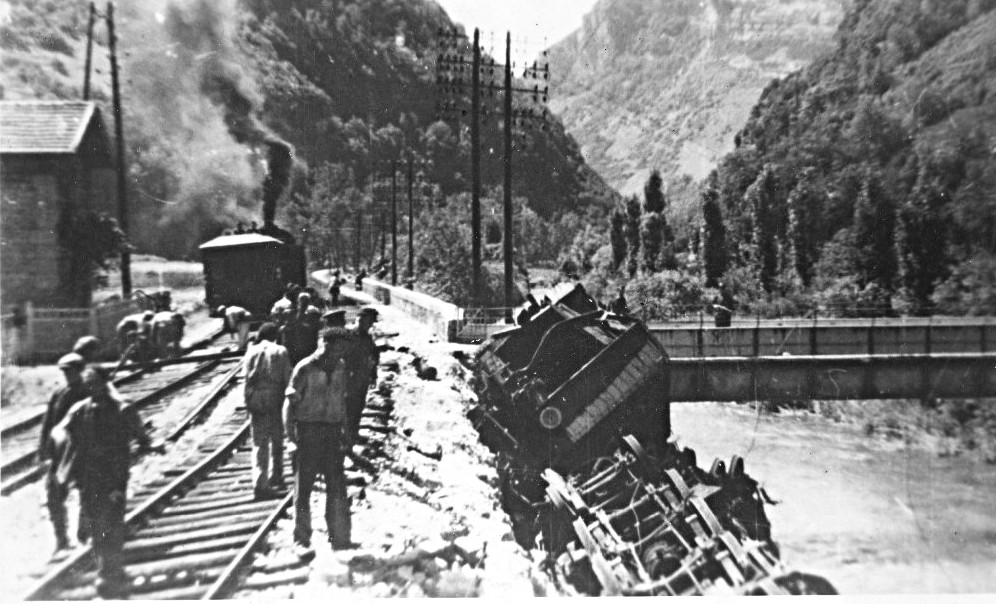
Un train couché dans l'Albarine au pont de Reculafol à la suite d'un sabotage effectué par la Résistance le 9 juin 1944. Cette photo a été prise par un officier allemand le 6 juillet 1944, quelques minutes avant une attaque du maquis au cours de laquelle cet officier a été tué. Son appareil photo est récupéré par les maquisards et la pellicule développée.

Le canton de Saint-Rambert-en-Bugey abrite plusieurs groupes de résistants, mais également un noyau organisé de miliciens.

Saint-Rambert fait partie des villes où se fera un dépôt de gerbes clandestins, simultanément au défilé du 11 novembre 1943 à Oyonnax.
À partir de 1944, l'axe ferroviaire stratégique Ambérieu-Culoz est régulièrement saboté par les maquisards, notamment au pont de Reculafol.
Le 6 juillet 1944, au cours de l'attaque d'un train blindé, 6 soldats allemands sont tués. Simultanément, une patrouille allemande est attaquée dans la ville.
Le 7 juillet 1944, la Wehrmacht et la Gestapo, épaulées par la milice, investissent la ville en guise de représailles. Après une brève tentative de résistance, les maquisards doivent décrocher et se cacher où ils le peuvent.
Des barrages sont établis aux entrées de la ville où de nombreuses personnes sont arrêtées. Plus de 250 ouvriers de la filature de la Schappe sont parqués dans la cour de l'usine, de 14 h 30 à 22 h, et 30 otages, pris au quartier du four-à-chaux, à l'abbaye et à la mairie, sont parqués sous la Grenette (l'ancien marché couvert de Saint-Rambert, mairie actuelle).
Dix-huit otages sont libérés, mais 12 d'entre eux sont mitraillés à 21 h 45 dans la rue du Pavé (actuellement rue des Otages).
Meurent sur le coup :

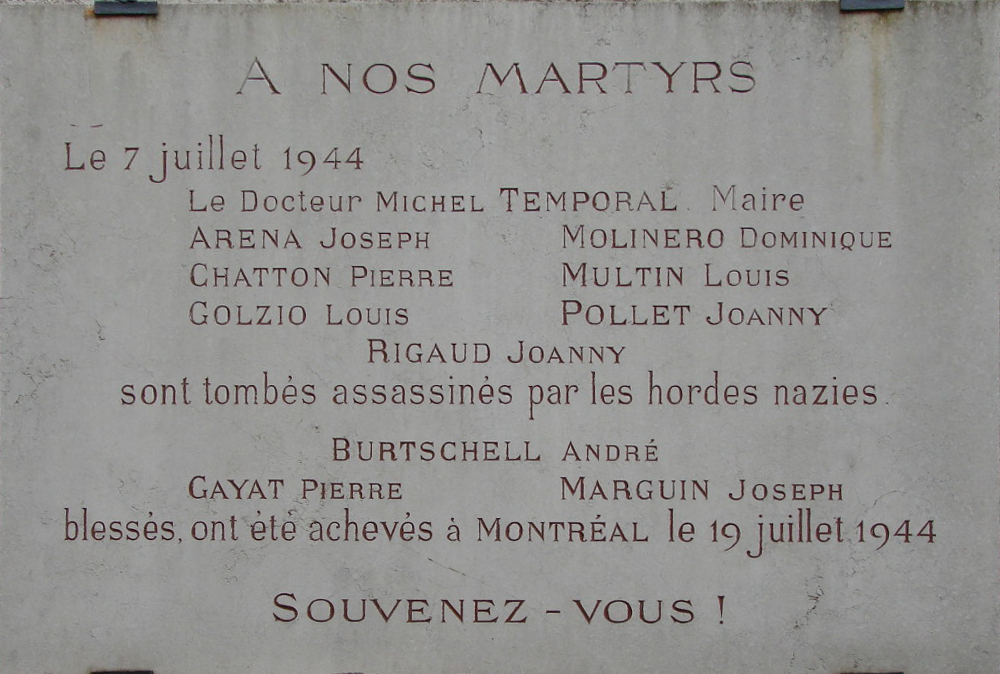
Plaque commémorative des otages exécutés le 7 juillet 1944 à Saint-Rambert-en-Bugey.

- Louis Multin, 20 ans, originaire de Druillat et horticulteur à Bourg.
- Le docteur Michel Temporal, 58 ans, maire de la ville ;
- Pierre Chatton, 36 ans, chef du ravitaillement ;
- Louis Golzio, 53 ans, secrétaire de mairie ;
- Dominique Molinero, 43 ans, mécanicien ;
- Joseph Arena, 58 ans, ouvrier ;
- Joanny Pollet, 46 ans, camionneur de Villeurbanne ;

Trois otages, grièvement blessés, seront emmenés à l'hôpital de Nantua. Reconnus lors d'une descente des nazis dans l’hôpital, ils seront fusillés une seconde fois dans la carrière de la Croix-Chalon, certains sur leurs civières. Il s'agit de :
- André Burtschell, 36 ans, juge de paix à Saint-Rambert ;
- Pierre Gayat, 46 ans, secrétaire de mairie ;
- Adrien-Joseph Marguin, 50 ans, garde champêtre.

Deux otages, blessés plus légèrement, s'en sortiront en vie :
- Louis Lannezval, 43 ans, hôtelier et maquisard ;
- Victor de Féo, 41 ans.

Le chauffeur de taxi André Rigaud, arrêté dans la journée à un barrage, passé à tabac et interné à la Schappe, est abattu à 22 heures, lors de la libération des ouvriers. Lors de son arrestation, il était en mission commandée pour le maquis Chico (réseau DITCHER Tiburce-Buckmaster) sous les ordres du capitaine Jean-Paul Archambault.
Centre important de la Résistance, Saint-Rambert-en-Bugey sera décorée de la Croix de guerre 1939-1945 avec étoile de bronze.

## Politique et administration

### Politique environnementale
- Depuis 2002, le Syndicat intercommunal d'aménagement du bassin versant de l'Albarine rassemble 27 communes du bassin versant de l'Albarine, dont la commune de Saint-Rambert-en-Bugey, pour agir en faveur de l'eau et des milieux aquatiques.

### Jumelage
- Rueglio  (Italie)[29]

## Population et société

### Démographie
Les habitants de la commune sont appelés les Rambertois.
L'évolution du nombre d'habitants est connue à travers les recensements de la population effectués dans la commune depuis 1793. Pour les communes de moins de 10 000 habitants, une enquête de recensement portant sur toute la population est réalisée tous les cinq ans, les populations de référence des années intermédiaires étant quant à elles estimées par interpolation ou extrapolation. Pour la commune, le premier recensement exhaustif entrant dans le cadre du nouveau dispositif a été réalisé en 2004.
En 2022, la commune comptait 2 179 habitants, en évolution de −5,67 % par rapport à 2016 (Ain : +5,15 %, France hors Mayotte : +2,11 %).
| 1793  | 1800  | 1806  | 1821  | 1831  | 1836  | 1841  | 1846  | 1851  |
| ----- | ----- | ----- | ----- | ----- | ----- | ----- | ----- | ----- |
| 2 042 | 2 596 | 2 244 | 2 130 | 2 420 | 2 613 | 2 633 | 2 567 | 2 528 |

| 1856  | 1861  | 1866  | 1872  | 1876  | 1881  | 1886  | 1891  | 1896  |
| ----- | ----- | ----- | ----- | ----- | ----- | ----- | ----- | ----- |
| 2 799 | 2 597 | 2 531 | 2 537 | 2 620 | 2 964 | 3 409 | 3 765 | 4 113 |

| 1901  | 1906  | 1911  | 1921  | 1926  | 1931  | 1936  | 1946  | 1954  |
| ----- | ----- | ----- | ----- | ----- | ----- | ----- | ----- | ----- |
| 5 028 | 4 971 | 4 950 | 4 204 | 4 319 | 4 168 | 3 463 | 2 862 | 2 866 |

| 1962  | 1968  | 1975  | 1982  | 1990  | 1999  | 2004  | 2006  | 2009  |
| ----- | ----- | ----- | ----- | ----- | ----- | ----- | ----- | ----- |
| 2 936 | 2 857 | 2 439 | 2 161 | 2 112 | 2 065 | 2 167 | 2 166 | 2 166 |

| 2014  | 2019  | 2022  | - | - | - | - | - | - |
| ----- | ----- | ----- | - | - | - | - | - | - |
| 2 265 | 2 188 | 2 179 | - | - | - | - | - | - |

### Enseignement
La ville possède :
- une école primaire : le groupe scolaire Claude-Guichard[35]
- un collège public : le collège de l'Albarine[35]
- Il existait, jusqu'en 2010, une école primaire privée, l'école Sainte-Marie (appelée « l'école d'en haut », par opposition à l'école publique appelée « l'école d'en bas »)[35]

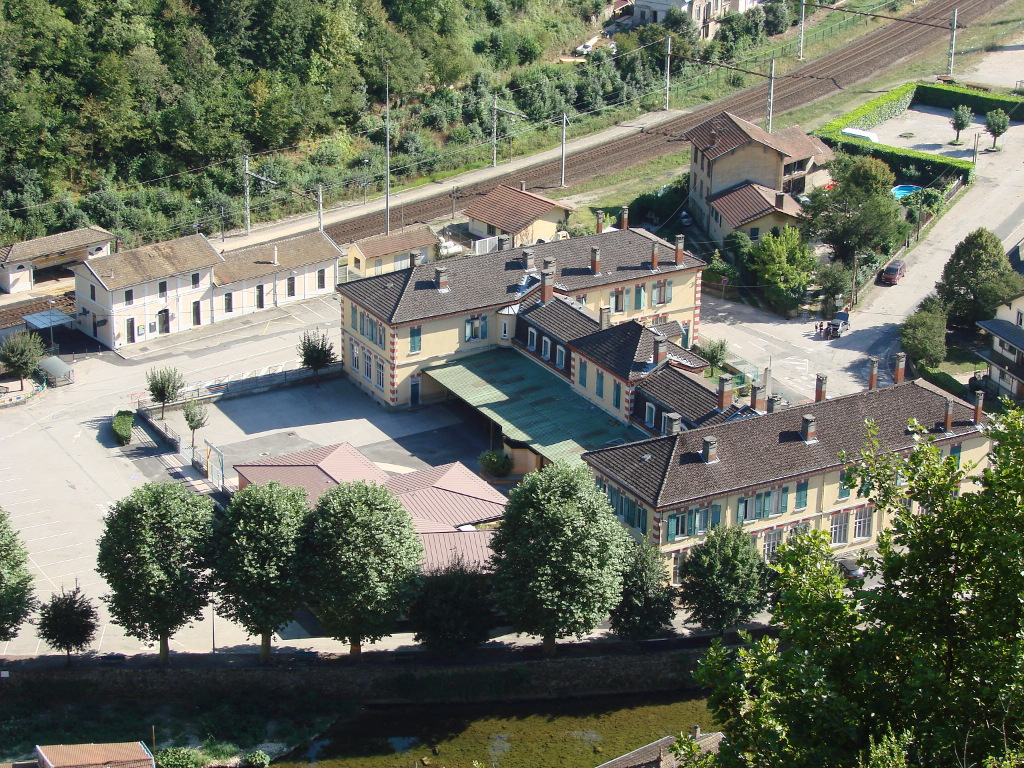
Le groupe scolaire Claude-Guichard.
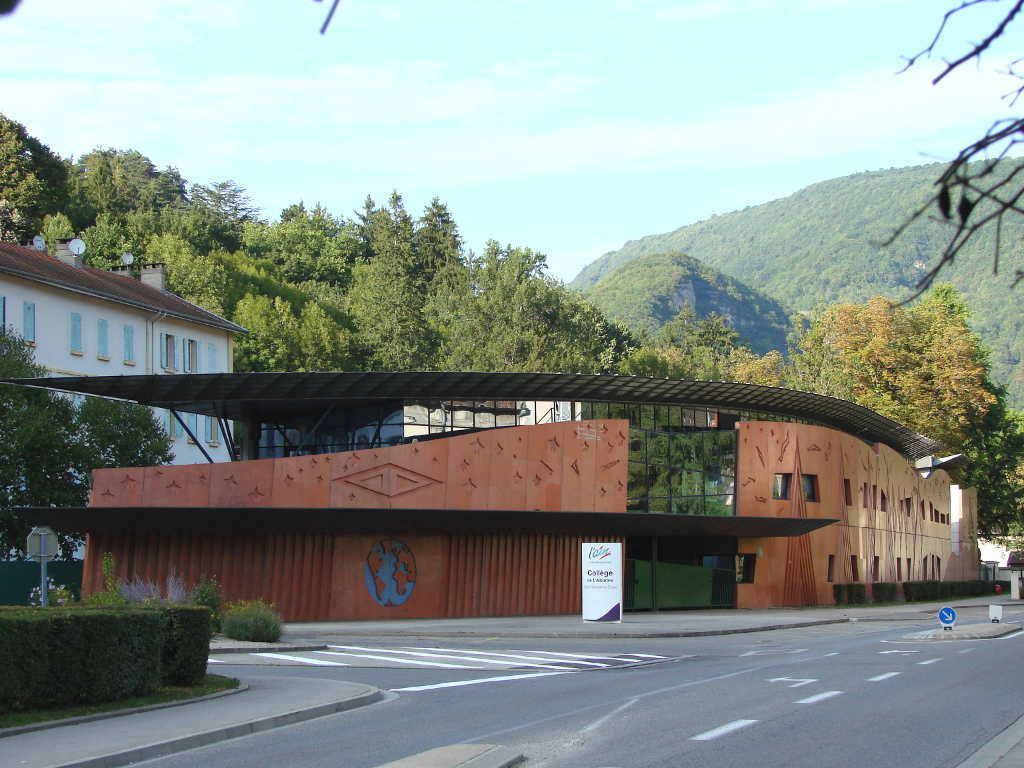
Le collège de l'Albarine.
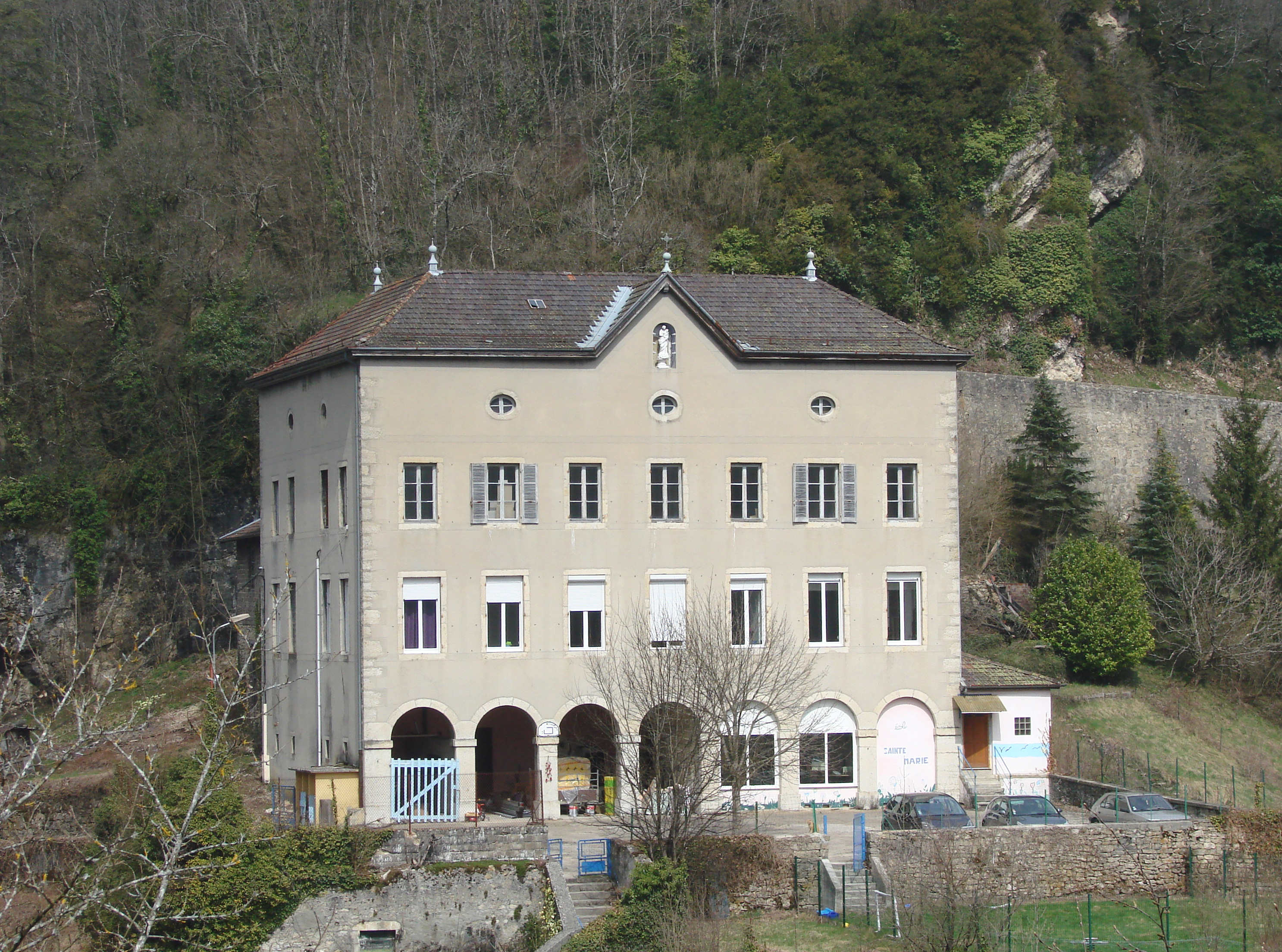
L'ancienne école privée Sainte-Marie.

### Manifestations culturelles et festivités

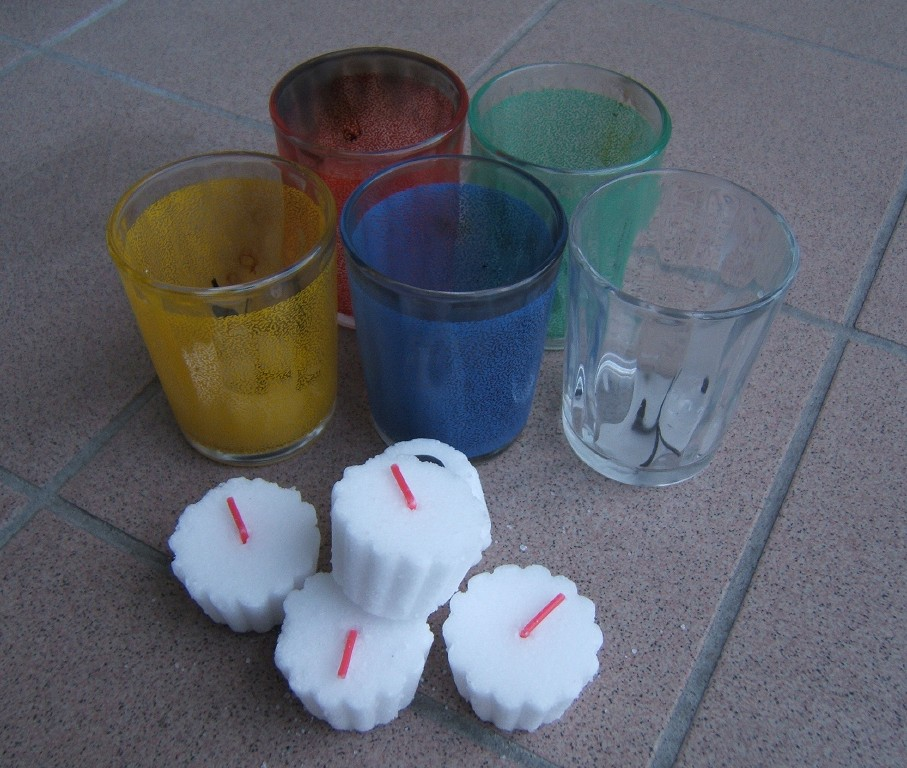
Lumignons.

- Rambert, le saint patron de la ville est célébré le 13 juin. C'est vers cette date que se déroule la Vogue, qui consiste actuellement essentiellement en une fête foraine. On y trouve des manèges pour enfants, des stands de tir et de vendeurs de barbe à papa, des auto-tamponnantes et autres manèges à sensations. Les traditions liées aux conscrits (bals, distributions de brioches aux anciens...) ont disparu au cours des années 1980.
- Chaque soir du 8 décembre, de la même manière qu'à Lyon, les « Illuminations » sont une manifestation populaire où il est de tradition d'illuminer la ville avec des « lumignons », bougies allumées placées dans des verres et déposées sur les rebords de fenêtres.

### Santé
On trouve à Saint Rambert :
- L'hôpital Centre Cornillon, un établissement public d'hébergement pour personnes âgées dépendantes/maison de retraite (EHPAD) d'une capacité de 77 lits d'hébergement permanent et de 4 lits d'hébergement temporaire[36].
- Le foyer-logement "Les Blés d'Or" pour personnes âgées de plus de 60 ans[37].

### Sports

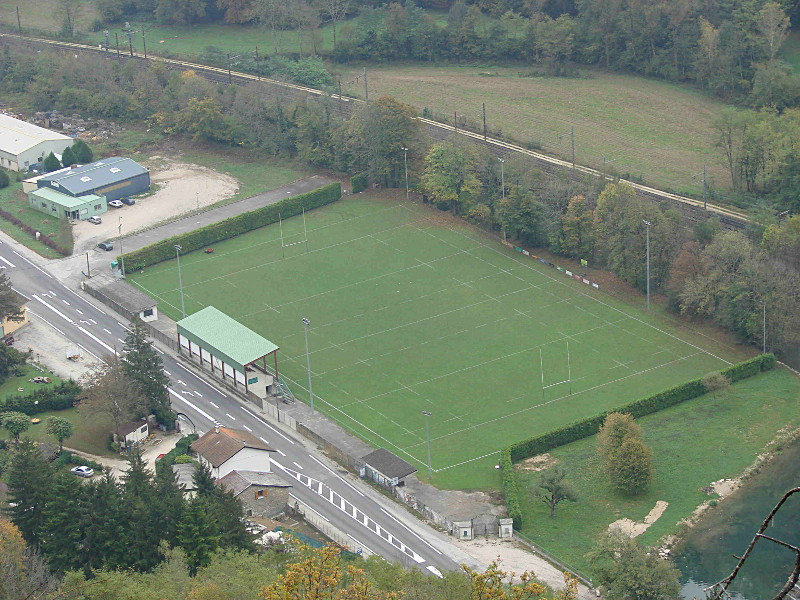
Le stade Jean-Burtin, à la Craz.

- L'Étoile du Bugey, le club de rugby historique, crée en 1921 (stade de rugby de la Craz)[38].
- L'Albarine Basket Club compte 103 licenciés, dont 51 mini-basketteurs (- de 10 ans), 18 joueurs de moins de 16 ans, 19 joueurs séniors et 10 loisirs[39].

### Médias
L'actualité du canton de Saint-Rambert-en-Bugey est couverte par :

#### Presse écrite
- Le Progrès, un quotidien régional français appartenant au groupe EBRA.
- La Voix de l'Ain, un journal hebdomadaire appartenant au groupe de presse Hebdomadaires Catholiques Régionaux[40].
- Bugey-Côtière, un hebdomadaire d'information généraliste créé en 2001 et propriété du groupe RC.

#### Radio
- La station radio locale FC radio (Fréquence Côtière)[41] émettant depuis Montluel

#### Télévision
- La chaîne France 3 Rhône Alpes Auvergne, une des antennes régionalistes de France Télévisions, émettant sur la région Auvergne-Rhône-Alpes et basée à Lyon.

### Cultes

#### Culte catholique
Suivant la tradition, le culte catholique est présent à Saint-Rambert-en-Bugey depuis le Ve siècle.
La crypte de Saint-Domitien, réputée pour son architecture romane, daterait du IXe ou Xe siècle.
Le culte est aujourd'hui pratiqué à l'église Saint-Antoine.
Saint-Rambert-en-Bugey fait partie avec les villages d'Arandas, Argis, Conand, Nivollet-Montgriffon, Tenay, Torcieu, Blanaz, Oncieu, Evosges, Chaley et Cleyzieu du Groupement paroissial de Saint-Rambert-en-Bugey, du secteur pastoral Ambérieu-Ambronay-Saint-Rambert et du diocèse de Belley-Ars.

## Économie

### Revenus de la population et fiscalité
|                                                                         | Saint-Rambert-en-Bugey | Ain      |
| Revenu net déclaré moyen par foyer fiscal en 2009                       | 16 089 €               | 25 083 € |
| Foyers fiscaux imposables en % de l'ensemble des foyers fiscaux en 2009 | 40,7 %                 | 57,3 %   |
| Médiane du revenu fiscal des ménages par unité de consommation en 2010  | 15 855 €               | 19 903 € |

## Culture locale et patrimoine

### Lieux et monuments

#### Monuments civils
- Ruines du château féodal de Cornillon.
- Ruines de la bâtie de Luisandre. Les ruines sont situées au nord de Saint-Rambert, à 809 mètres d'altitude. Au début du XIVe siècle il est cité comme étant aux mains d'un vassal des comtes de Savoie[45].

Pour mémoire
- Maison de Pierre Tournier. La maison forte échoit, en 1308, à la maison de Savoie à la mort de son dernier propriétaire[46].

#### Monuments religieux
- Crypte romane Saint-Domitien, qui daterait des IXe et Xe siècles[42], restes de l'abbaye, classés au titre des monuments historiques.
- Église Saint-Antoine de Saint-Rambert-en-Bugey.
- Église de l'Assomption de Blanaz.
- Chapelle du monastère des Sœurs de Notre-Dame-des-Missions de Saint-Rambert-en-Bugey.

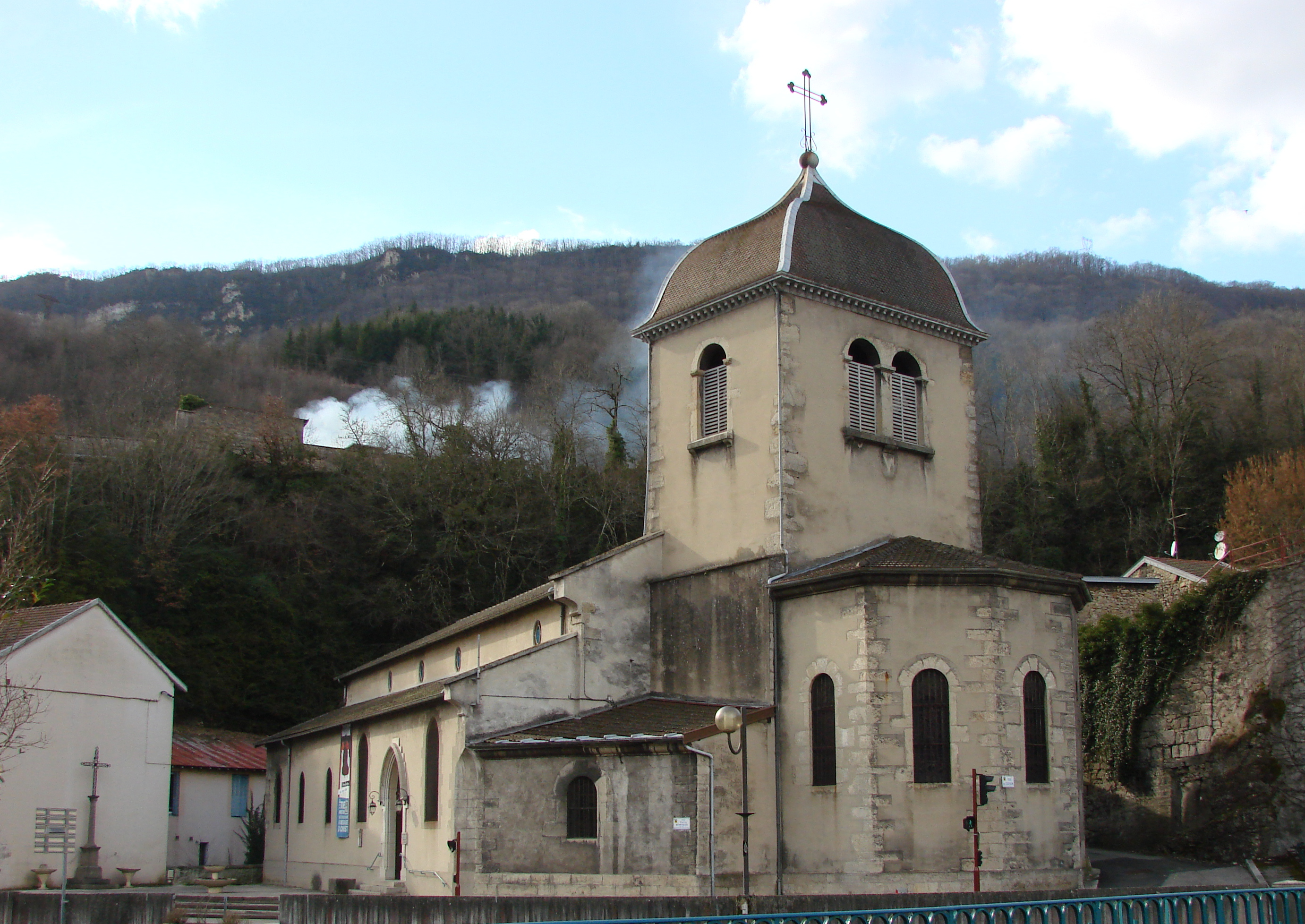
Église Saint-Antoine.
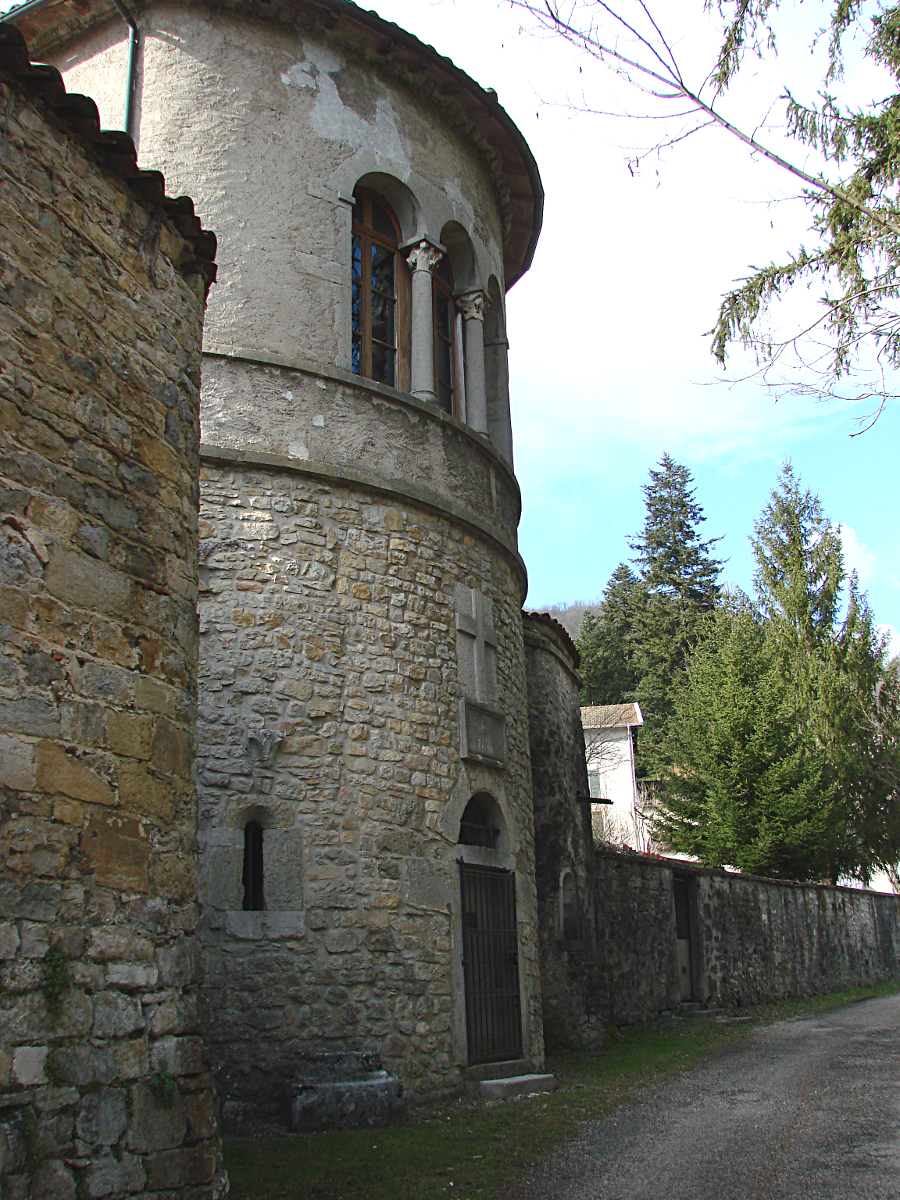
Abbaye de Saint-Rambert.
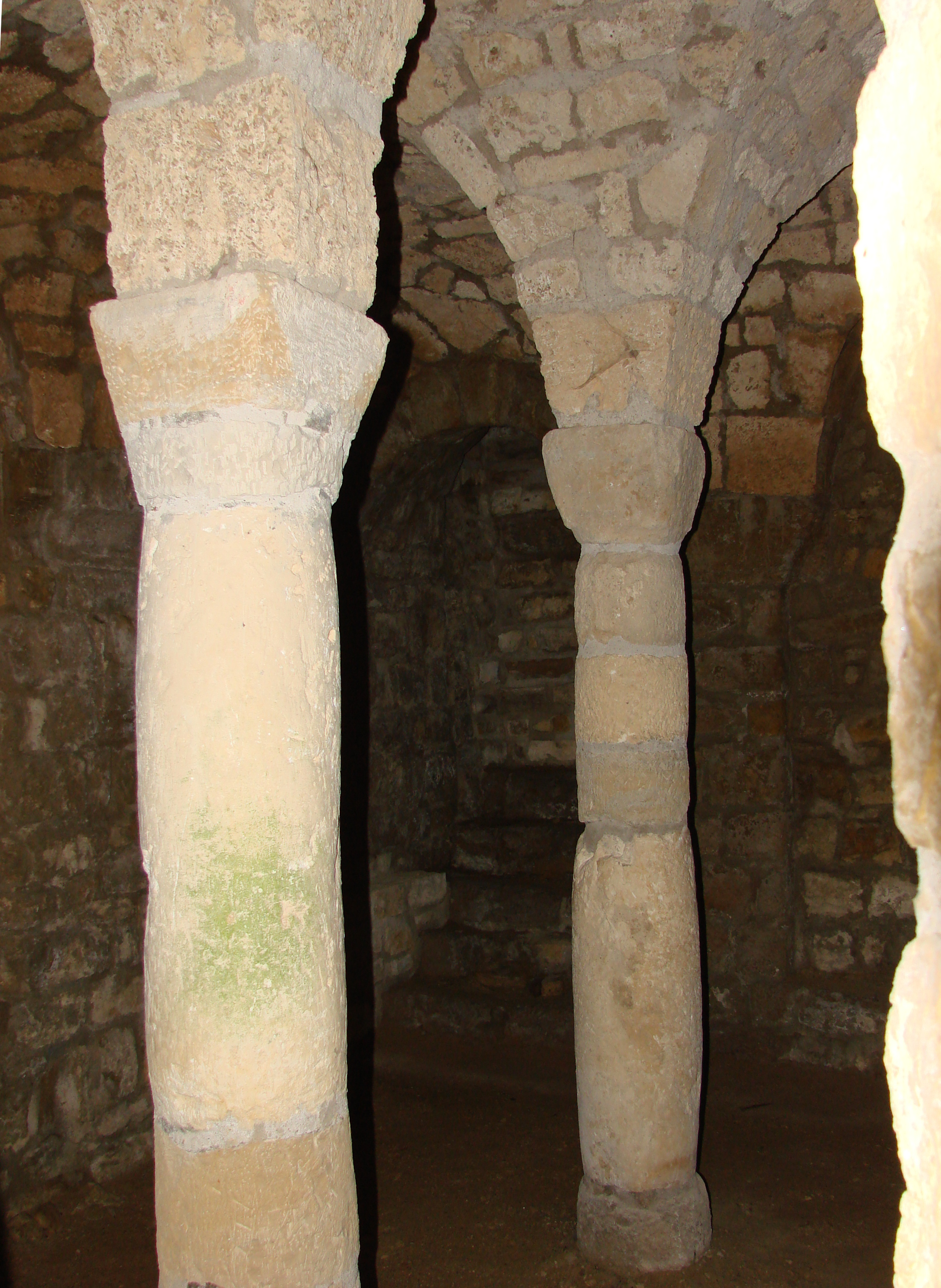
Crypte de l'abbaye.
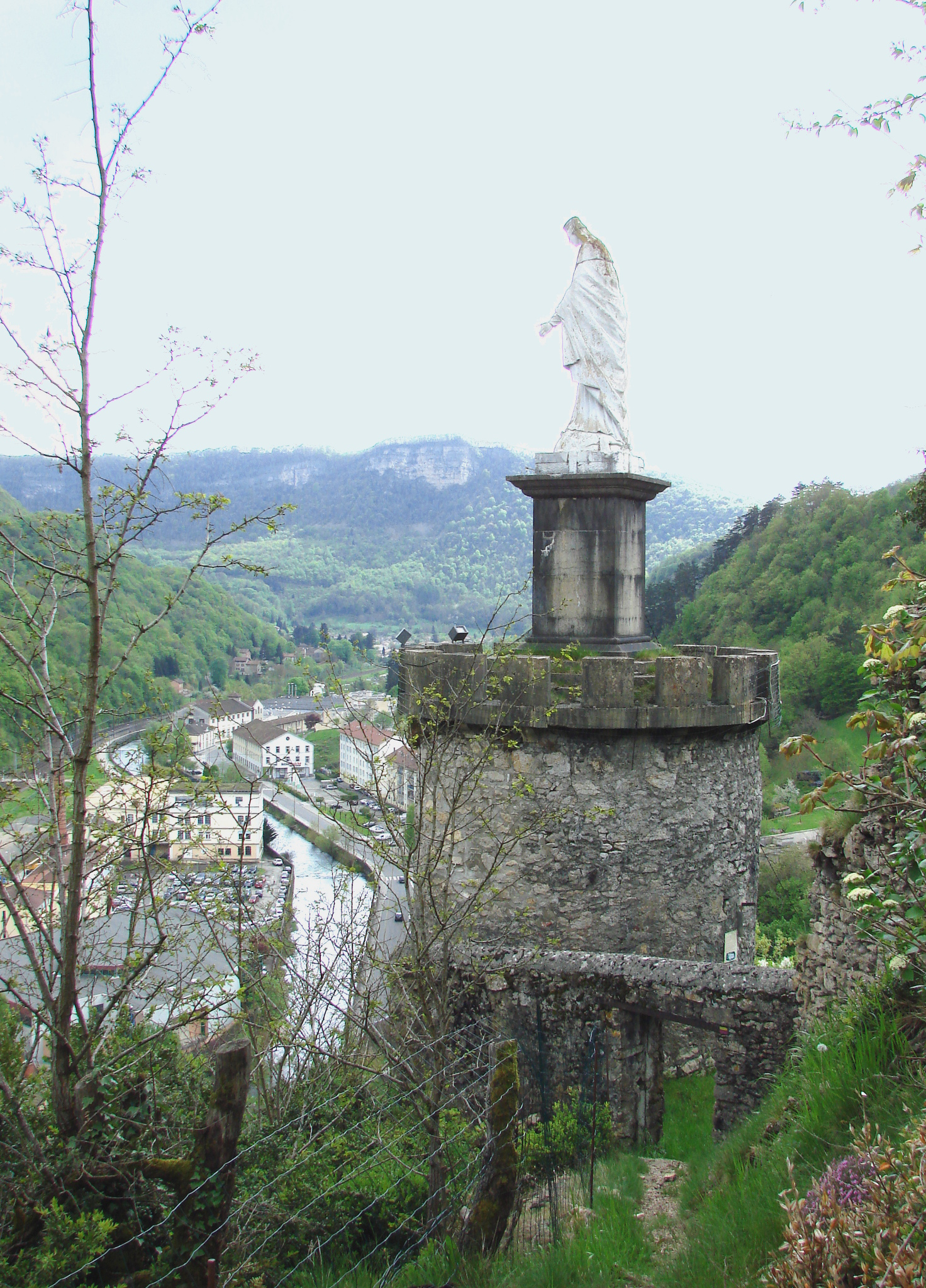
La statue de la Vierge.
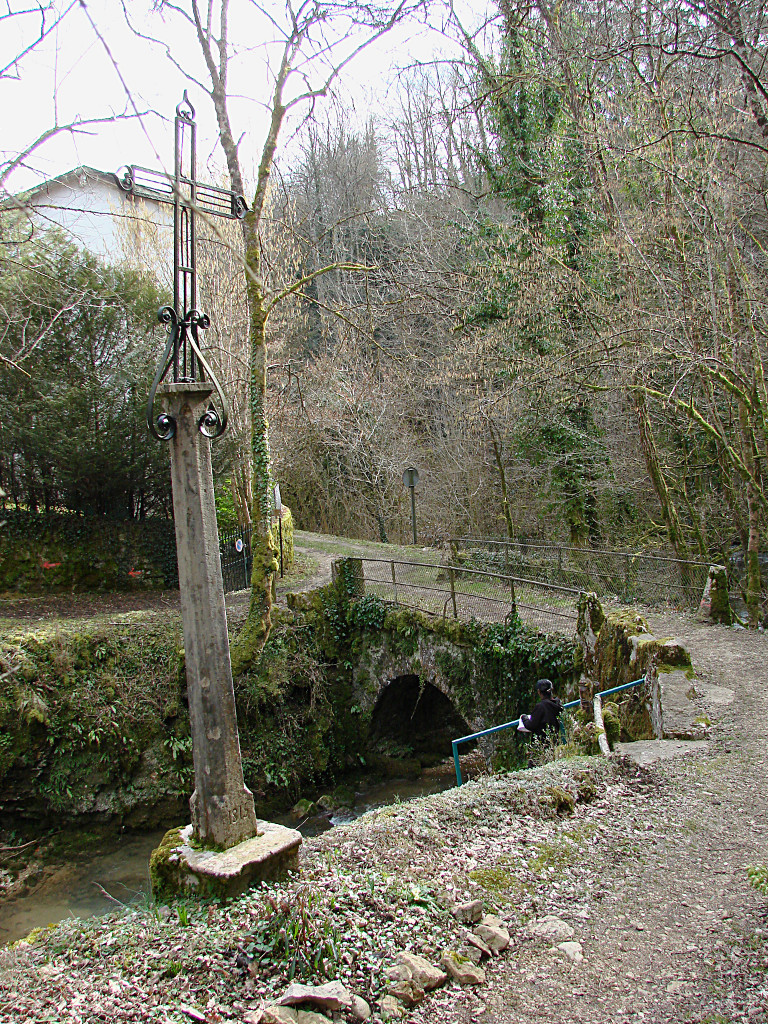
Croix commémorant le martyre de Ragnebert.

### Patrimoine naturel

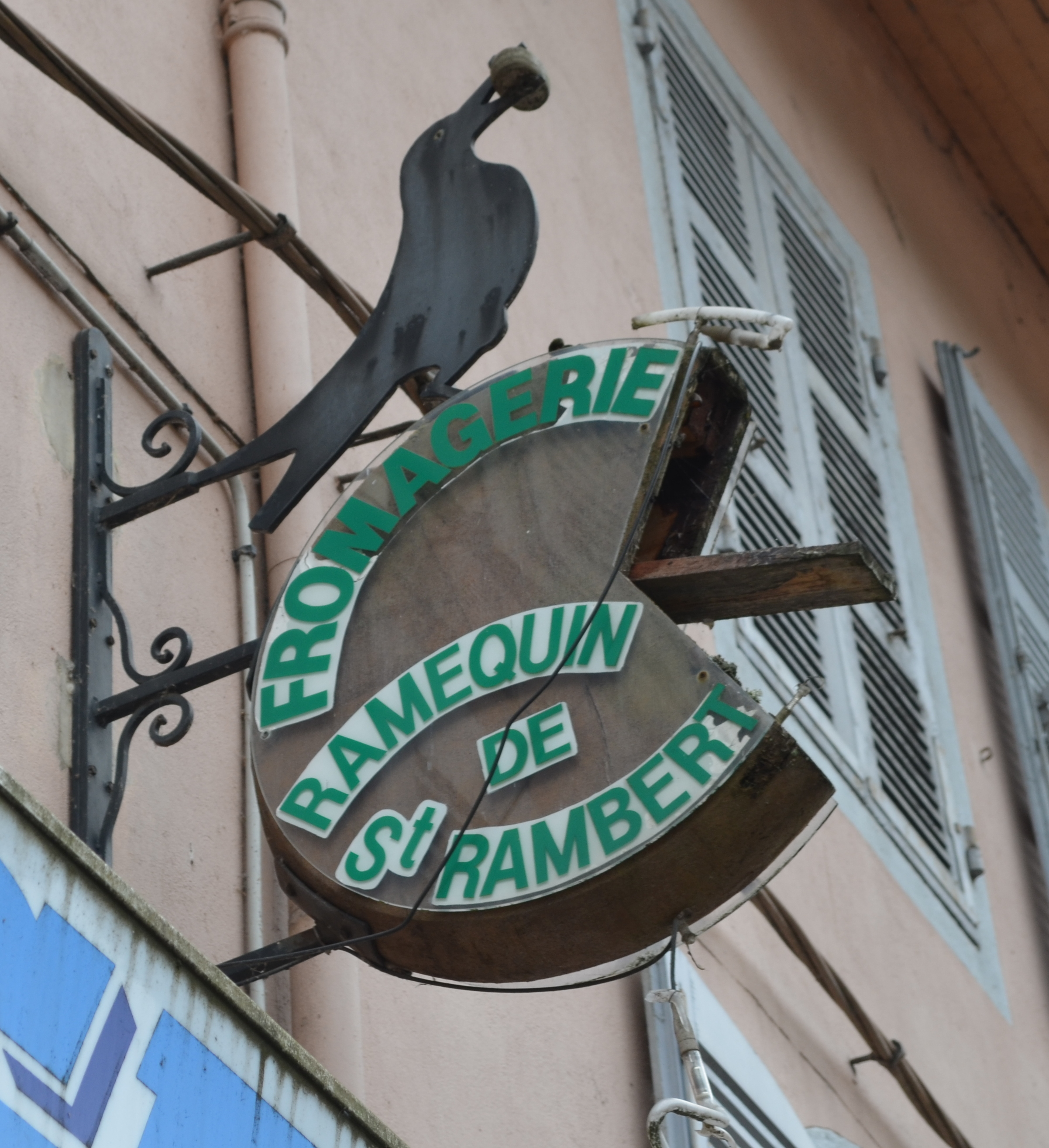

La ville est traversée par la rivière Albarine, essentiellement peuplée à cet endroit de truites fario, d'ombres communs et de vairons. La rivière abrite également à Saint-Rambert une colonie de canards colvert.

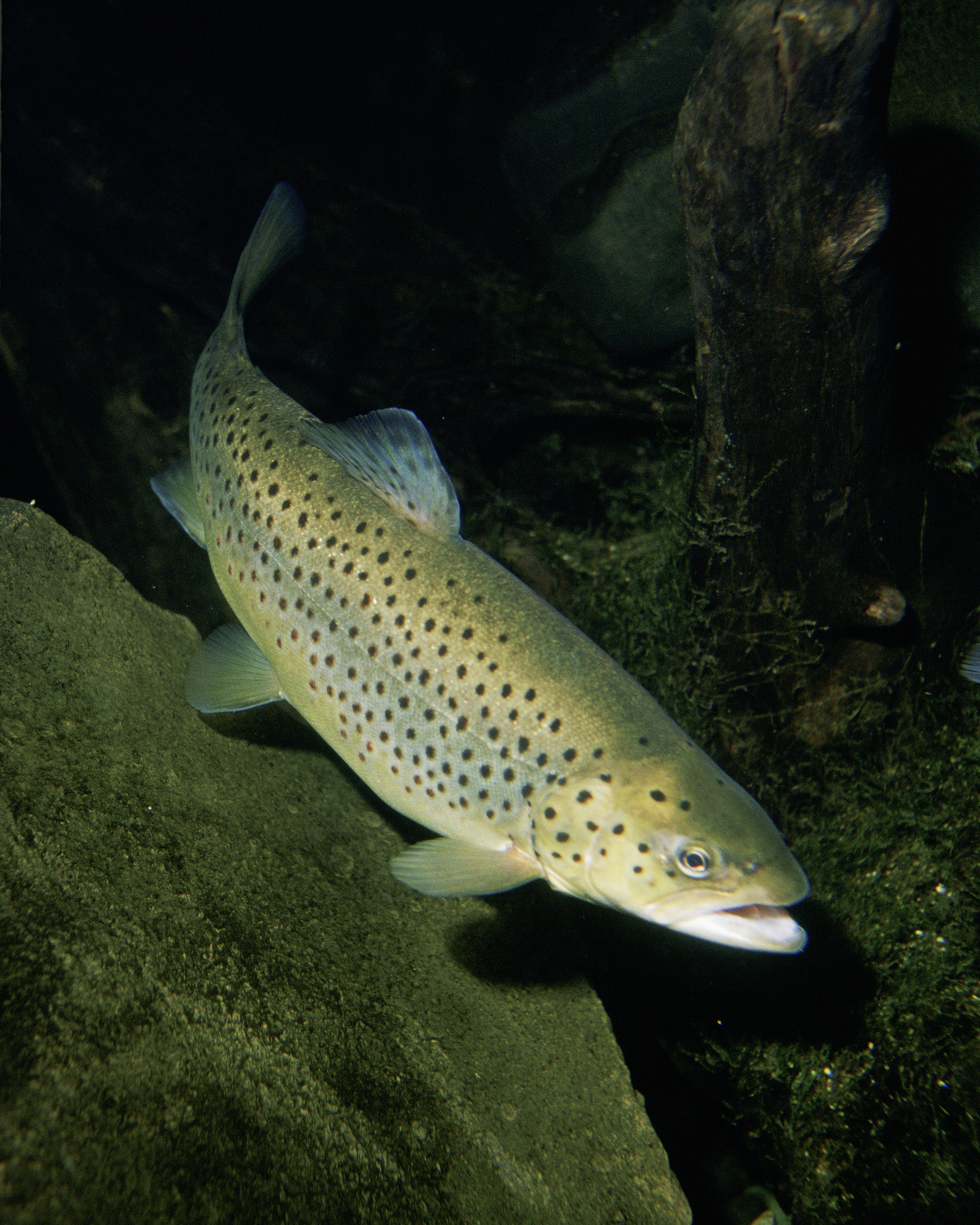
Truite fario.
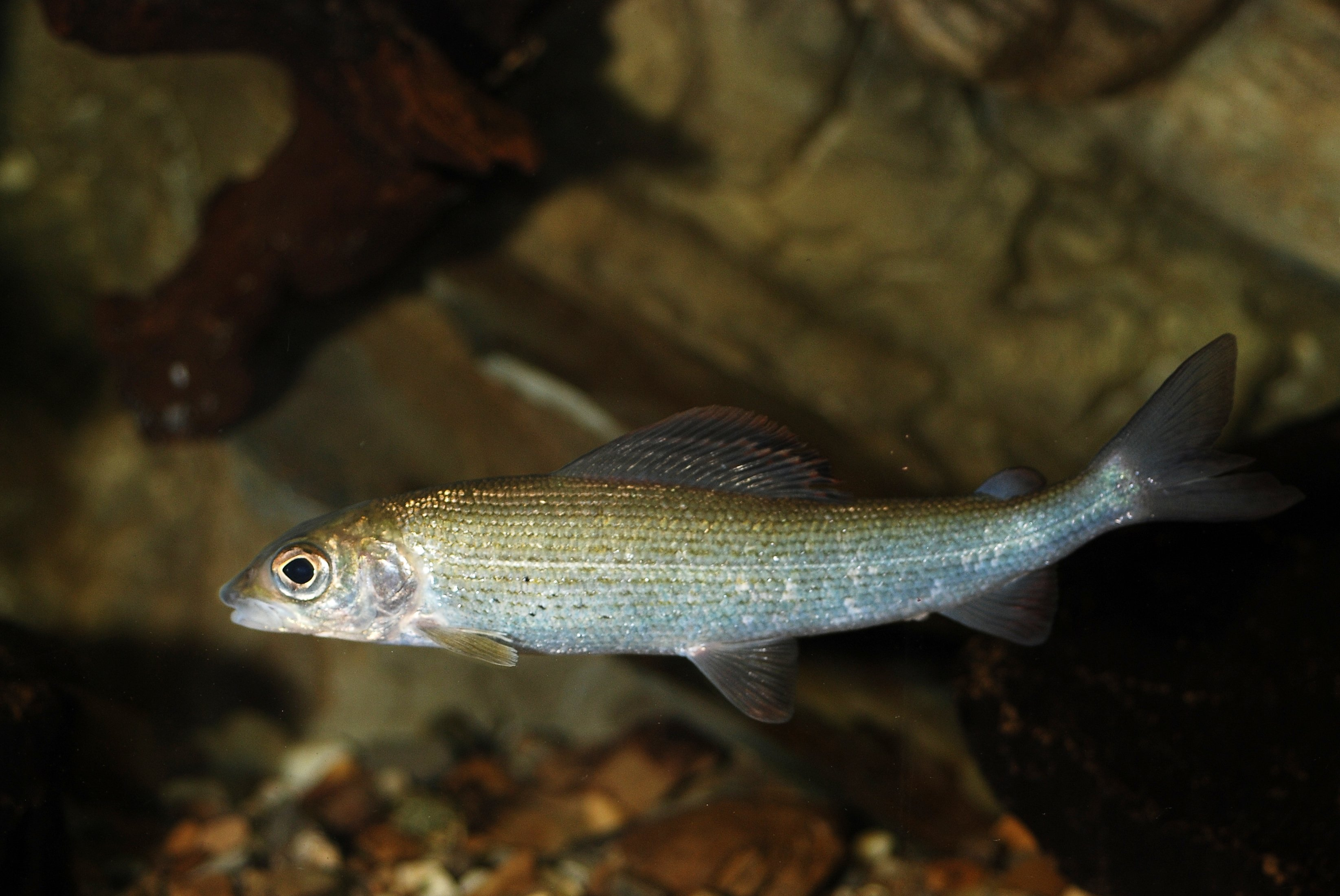
Ombre commun.
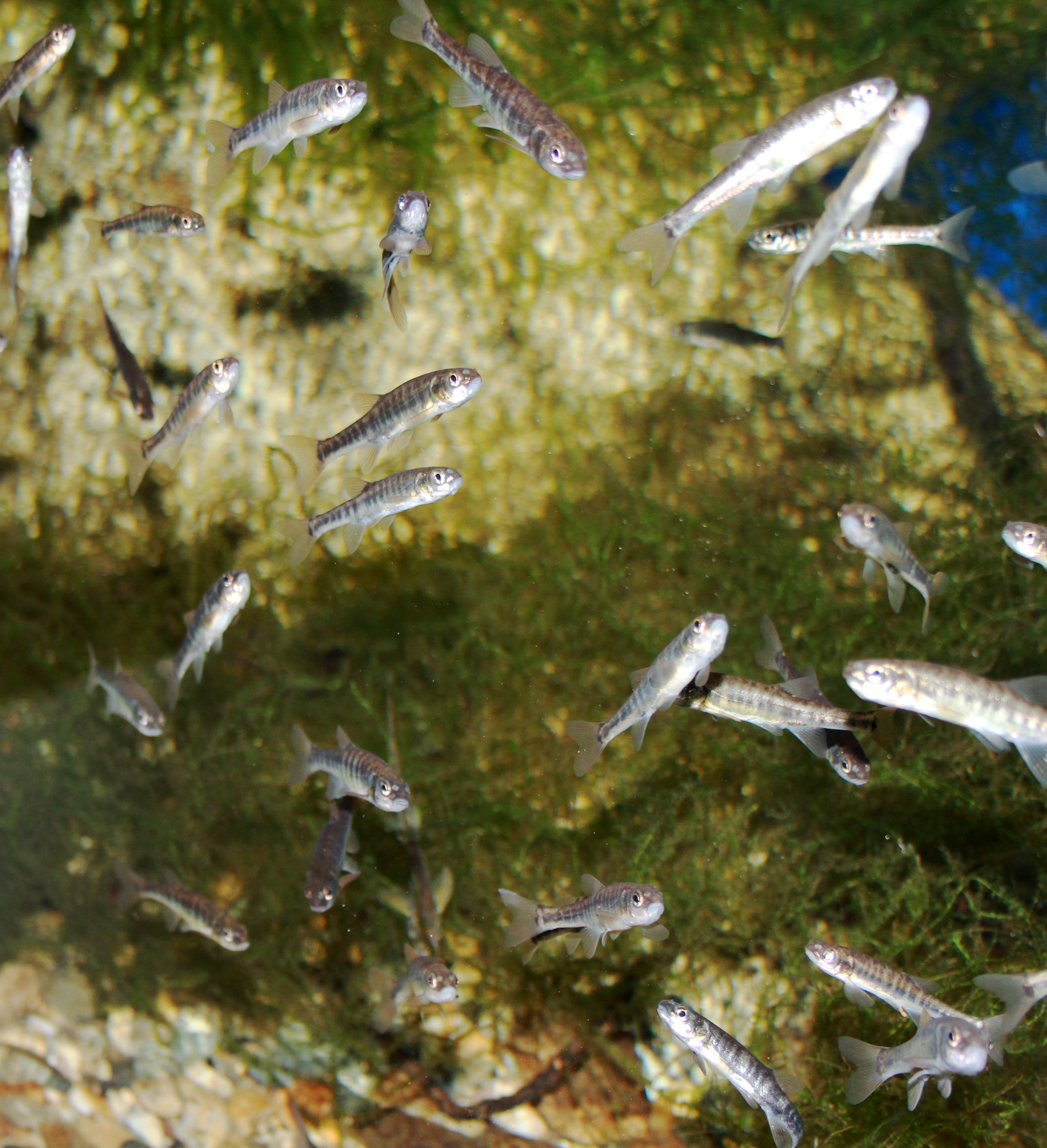
Vairons.
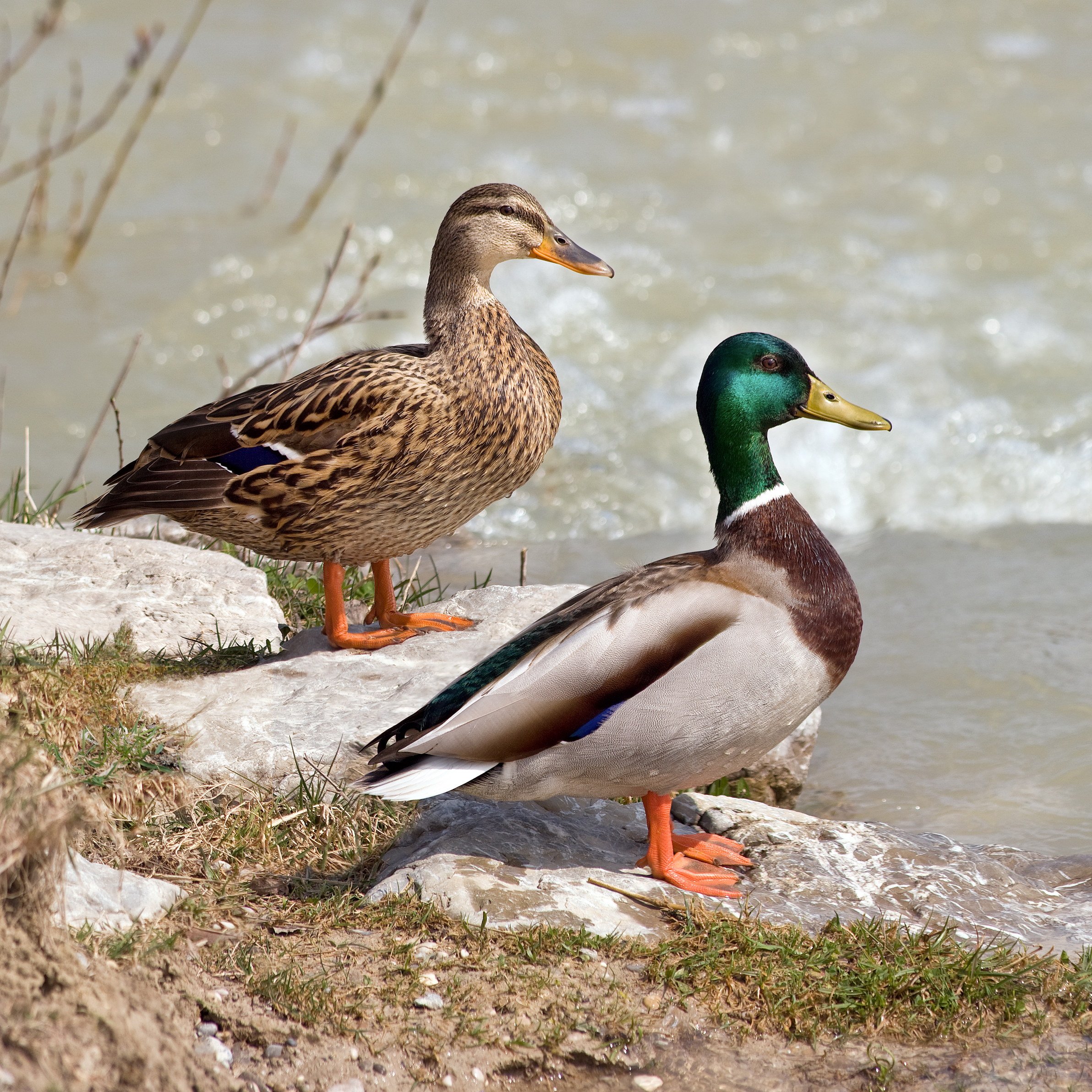
Canards colvert.

### Gastronomie
- Une spécialité très locale, le ramequin, est un fromage de vache sec qui se déguste fondu. C'est un symbole des traditions d'hospitalité bugiste.
- Les bugnes sont une sorte de beignet associés à la période du Mardi-Gras.
- Les bugistes sont souvent des champignonneurs avertis. Les trompettes de la mort, chanterelles et autres bolets font partie intégrante de la gastronomie privée.
- Les truites de l'Albarine.
- Les tartes au sucre ou à la crème.

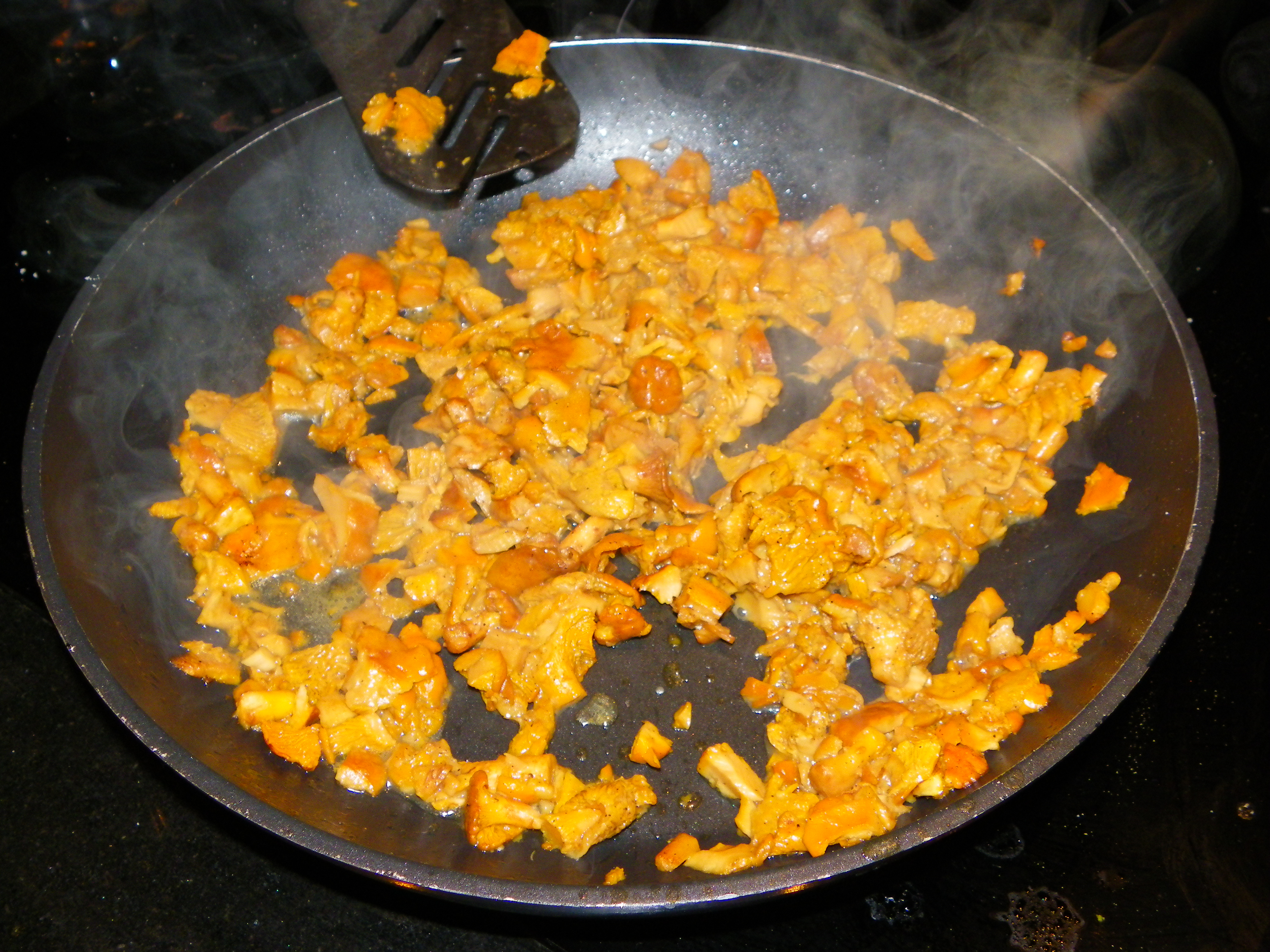
Platée de chanterelles.
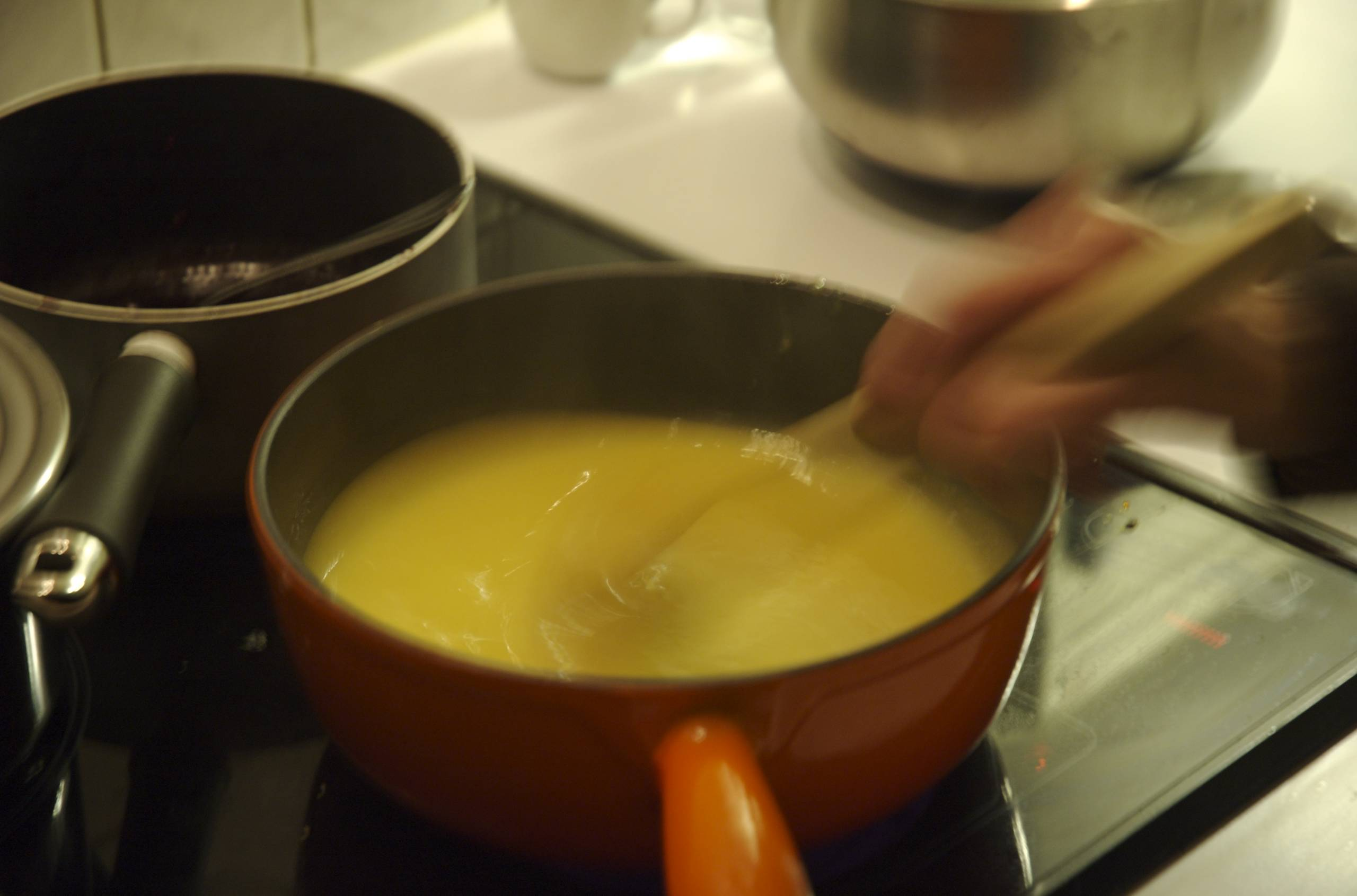
Ramequin (fromage).
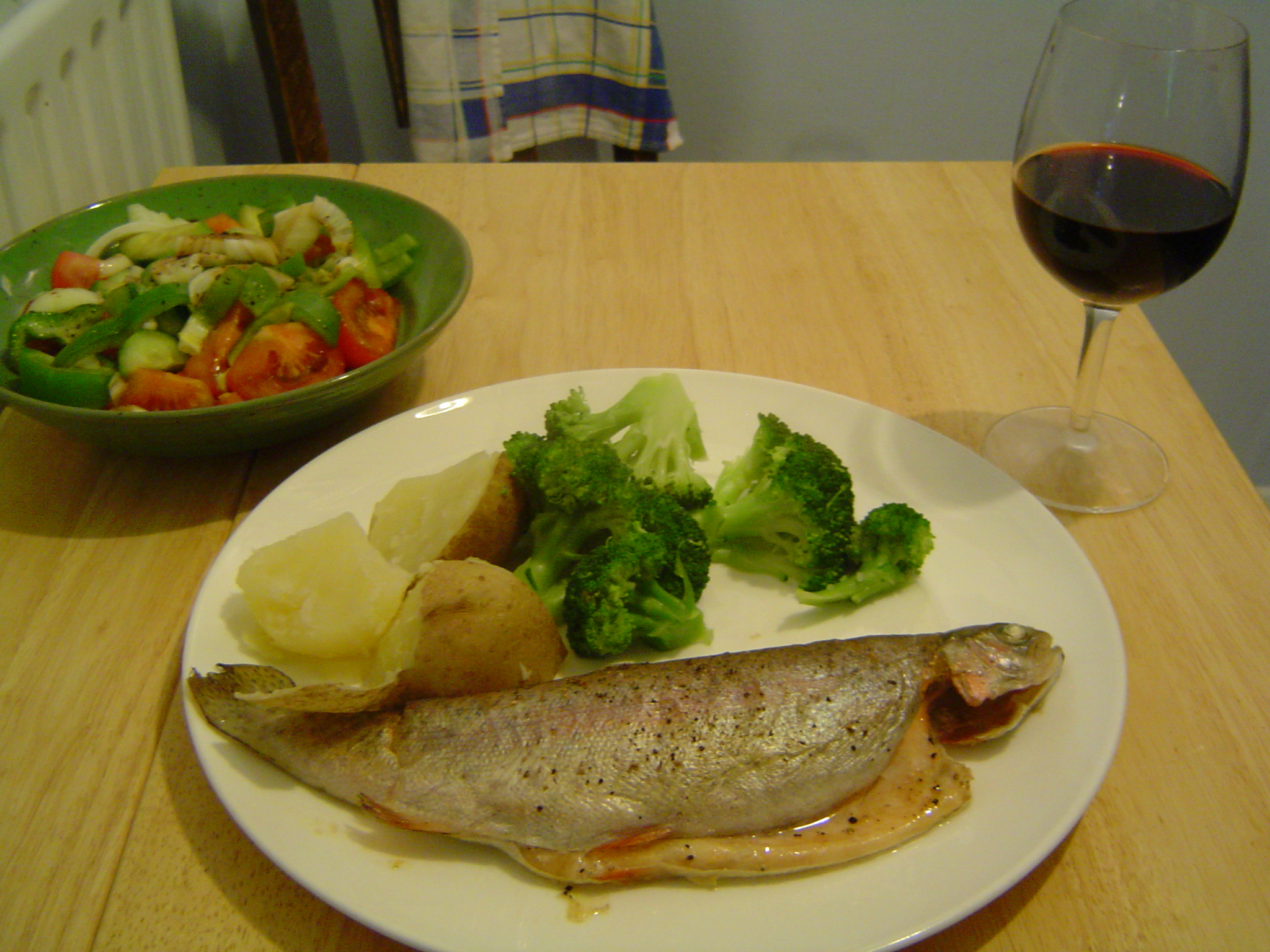
Truite Fario.
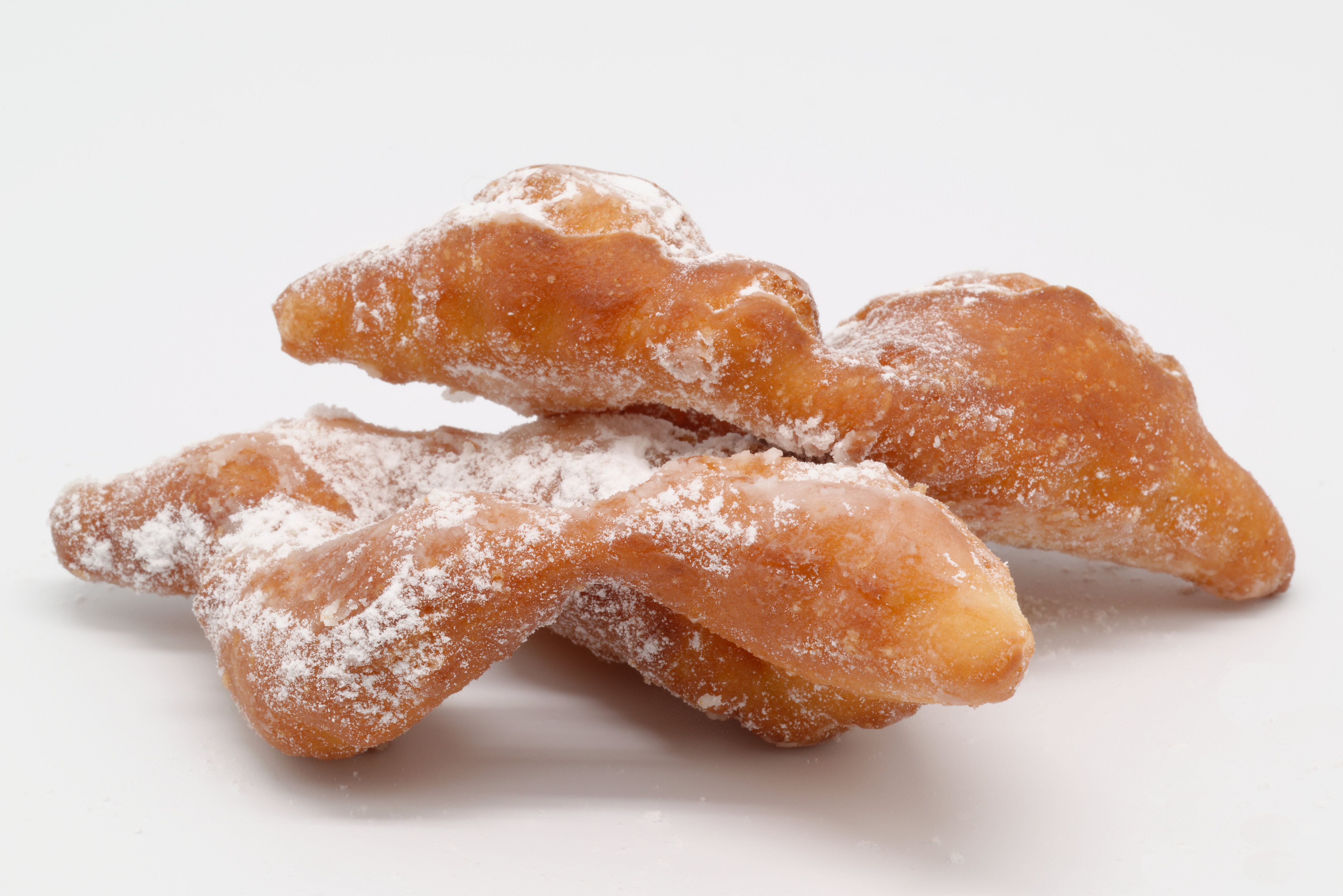
Bugnes.

### Patrimoine culturel
- Le Musée des traditions bugistes présente la vie des habitants de la vallée de l'Albarine entre 1840 et 1940[47].
- L’action du roman Beau masque de Roger Vailland se déroule à Saint-Rambert-en-Bugey et romance la lutte des ouvrières de la filature de la Schappe. Une partie du film Beau masque, de Bernard Paul a été tournée à Blanaz, un hameau de Saint-Rambert.
- L'histoire racontée par la bande dessinée Pour la vie[Note 3] se situe essentiellement à Saint-Rambert-en-Bugey où un fait-divers similaire s'est déroulé en 2007[48].

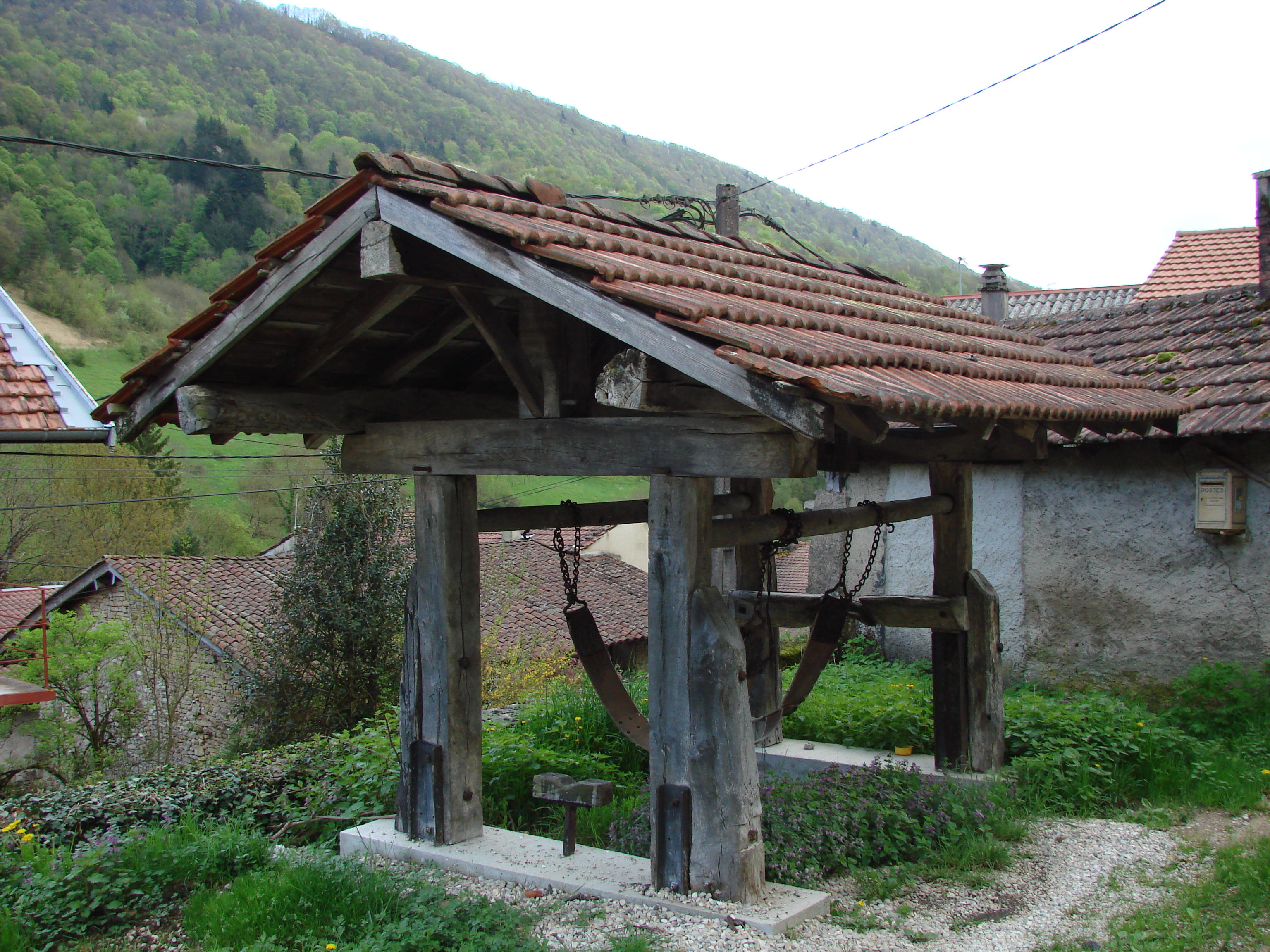
Travail de Lupieu.
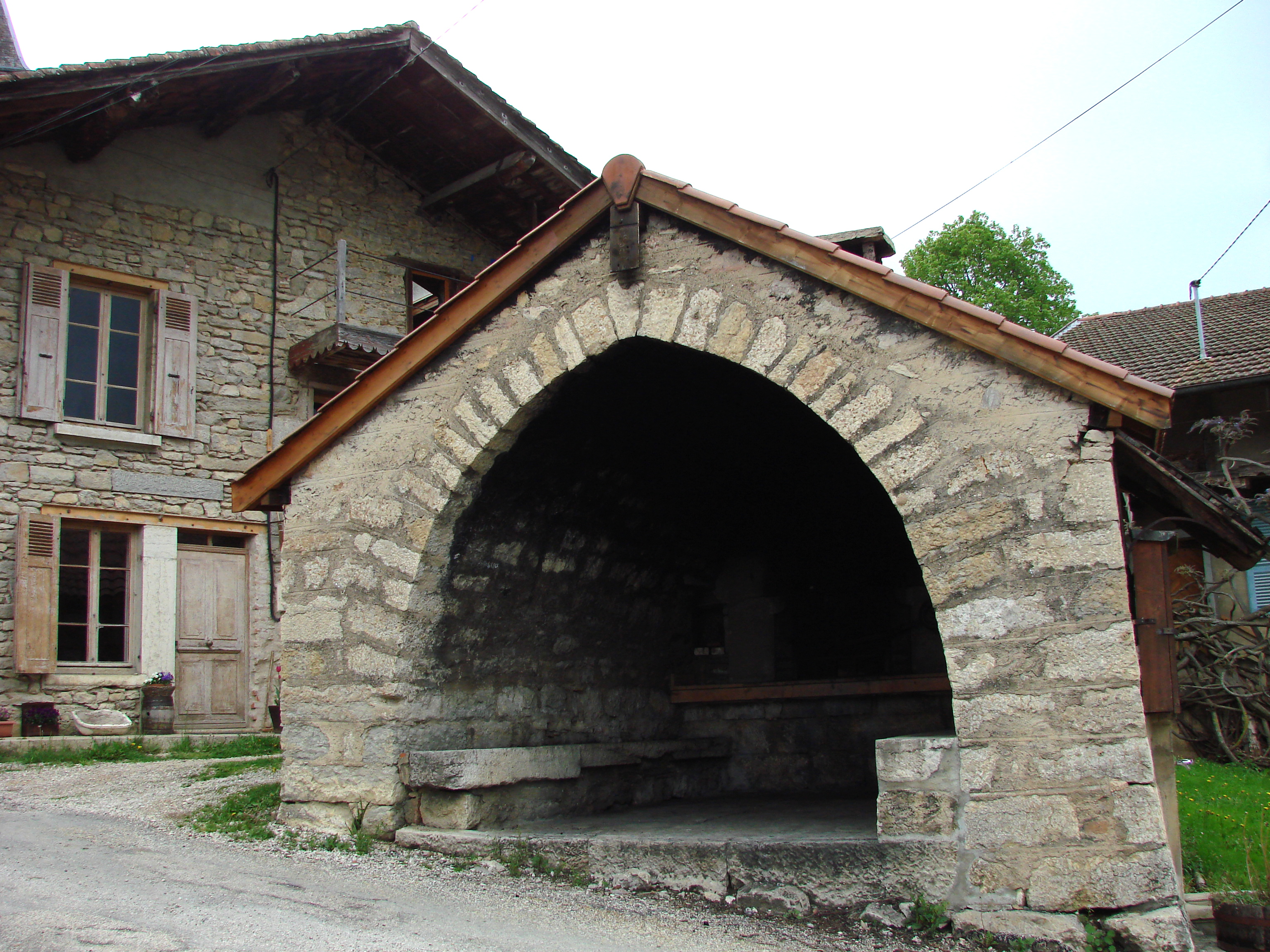
Four à pain de Blanaz.
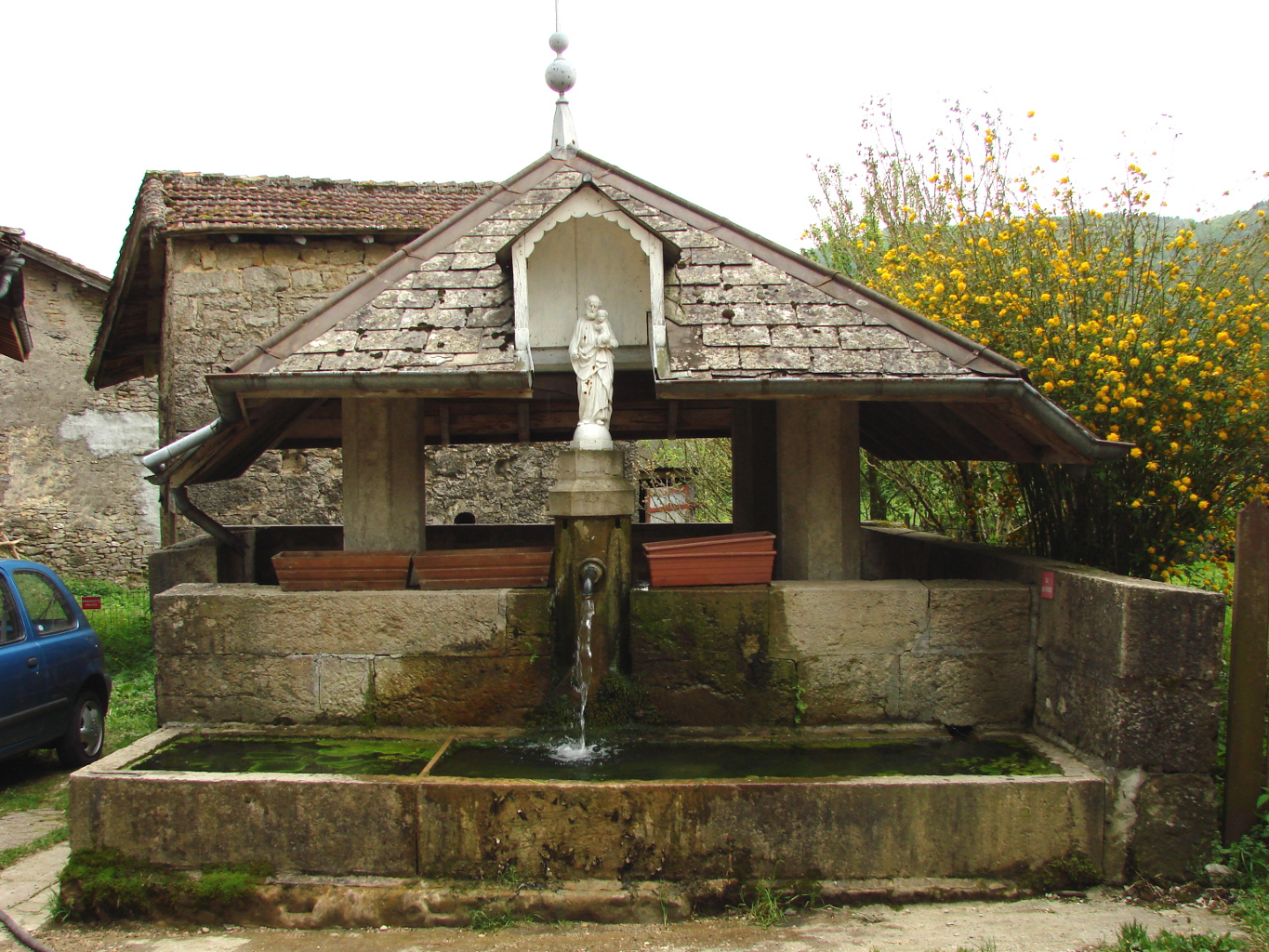
Lavoir de Blanaz.
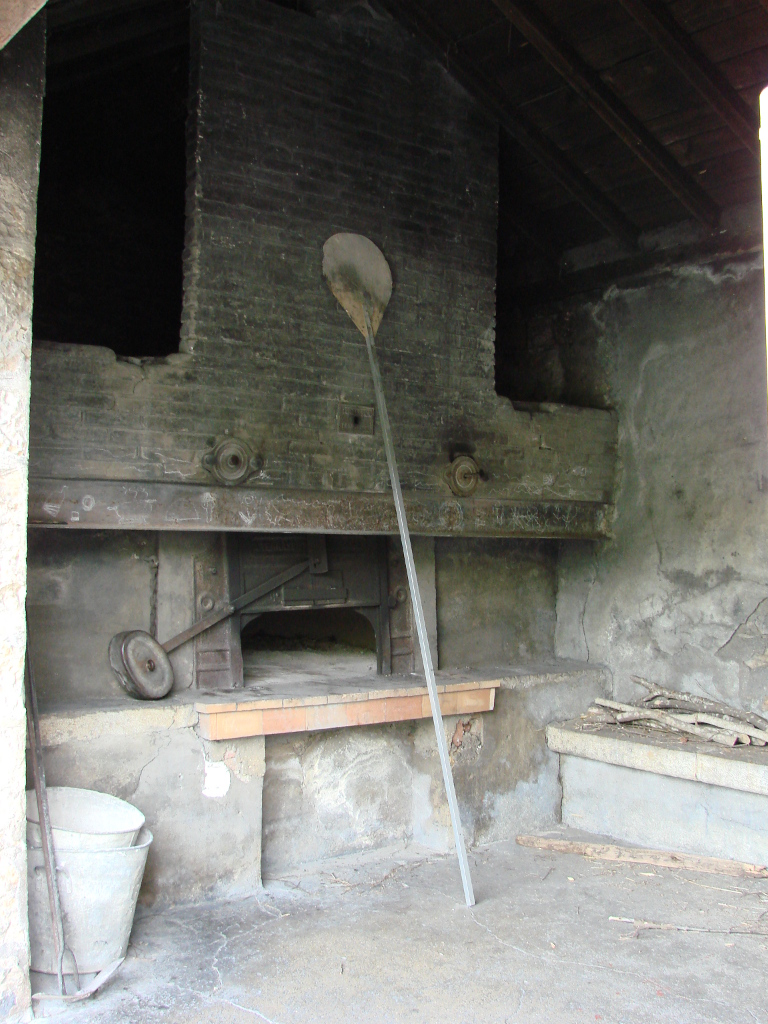
Four à pain à Morgelas.

### Personnalités liées à la commune

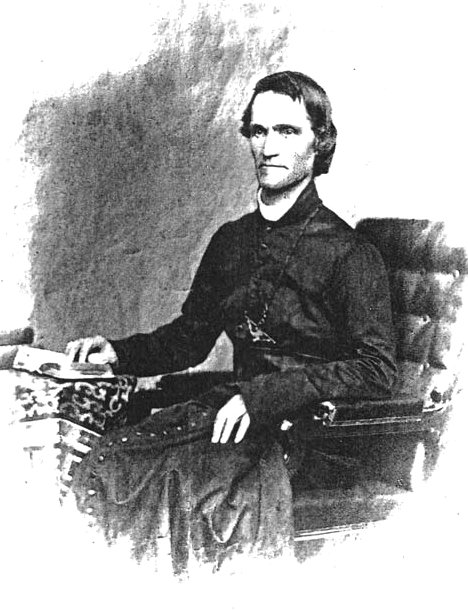
Antoine Garin.

#### Personnalités
- Charles Béraudier (1920-1988), homme politique, député du Rhône et président de la région Rhône-Alpes. Orphelin, il est élevé par ses grands-parents à Saint-Rambert-en-Bugey. Ami d'enfance de Francisque Collomb.
- l'abbé Joseph Tournier (1854-1938), précurseur de l'archéologie, de l'étude de la préhistoire et de la géologie du département de l'Ain et fondateur à Saint-Rambert de la première association française de parents d'élèves[49].
- Hippolyte Leymarie (1809-1844), peintre et graveur.
- Michel Temporal (1886-1944), médecin, capitaine de l'Armée française, maire et médecin de Saint-Rambert-en-Bugey en 1944, pris en otage et fusillé par les nazis à Saint-Rambert-en-Bugey.
- Roger Vailland (1907-1965) s'est inspiré de la vie des ouvriers de Saint-Rambert pour son roman Beau masque.

#### Natifs de Saint-Rambert-en-Bugey
- Bernard Chardère (1930-2023), critique de cinéma.
- Francisque Collomb (1910-2009), homme politique, maire de Lyon et sénateur du Rhône.
- Claude Guichard (vers 1545-1607), historiographe de la maison de Savoie.
- Claude Mermet (vers 1550-1620), poète, notaire.
- Antoine Mermet de Saint-Landry[50] (1738-?), général des armées de la République, né dans la commune.
- Antoine Marie Garin (1810-1889), missionnaire, pédagogue, un des pères du système éducatif néozélandais.
- Remy Himmer (1849-1914), industriel français, fusillé par les troupes allemandes le 23 août 1914 à Leffe (Dinant).
- Giuseppe Pognante (1894-1985), peintre italien, membre des Ziniars[51].

### Héraldique
| Blason de Saint-Rambert-en-Bugey | Blason  | D'or à la corneille de sable, au chef d'azur chargé de trois fleurs de lys du champ. |
| Blason de Saint-Rambert-en-Bugey | Détails | En 1262, la ville portait : D'or à un geai ou passereau de sable, au chef de Savoie. Le chef de Savoie a été remplacé par un chef de France en 1601. L'oiseau est désormais désigné comme une corneille (probablement à cause du château de Cornillon). |